# 舞鶴市
舞鶴市（まいづるし）は、京都府北部の中丹地域に位置し、若狭湾の支湾である舞鶴湾に面する市。もと京極氏・牧野氏3万5000石の城下町。旧称、田辺。人口7万4千人。
舞鶴港の東港は、かつては旧日本海軍の軍港で、舞鶴鎮守府の所在地であった。現在は海上自衛隊の基地港であり総監部（舞鶴地方隊）が置かれる。西港は、北前船の時代から現在に至るまで商港として利用されている。地域おこしとして、広島県呉市と共に肉じゃが発祥の地を名乗っている。

## 地理

### 地名の由来
元来この地域は「田辺」と呼ばれていたが、明治時代に山城（現・京田辺市）や紀伊（現・和歌山県田辺市）にある同名の地名との重複を避けるため、田辺城の雅称である「舞鶴城」より「舞鶴」の名称が取られた。田辺城が「舞鶴城」の別名を得たのは、城型が南北に長く、東の白鳥峠から眺めるとあたかも鶴が舞っている姿のように見えるからであるとされている。

### 地形

舞鶴市中心部周辺の空中写真。
2023年10月18日撮影の92枚を合成作成。
。

#### 山地
舞鶴市の周辺は丹波高地が広がり、代表する山岳には、福井県との県境部に位置する青葉山があり、「若狭富士」の異名をもつ。市域にはほかにも宇野ヶ岳、赤岩山など600メートル級の山々が連なっている。

#### 河川
市域の大半を山林地域が占めているが、1級河川の由良川や西舞鶴の高野川、伊佐津川、東舞鶴の与保呂川、志楽川流域などでは沖積地が発達している。

#### 海岸
北は日本海の若狭湾に面し、その最も深く湾入したところが舞鶴湾である。リアス式海岸など景勝地に富んでおり、オオミズナギドリ繁殖地として国の天然記念物に指定されている冠島や沓島といった島々も舞鶴市に属している。

#### 島嶼
- 冠島
- 沓島
- 戸島
- 毛島
- 馬立島

### 気候
舞鶴市は日本海側気候の山陰区に属しており、春は山地より乾燥した南風が吹き下ろすフェーン現象が起こりやすく、夏は高温多湿で晴天の日が続く。冬は北西の季節風が吹き、雨や雪の日が多い。年平均気温は摂氏14.8度程度と比較的冷涼に見えるが夏季は最高気温が30度を超え、冬期は最低気温が0度以下になることもある。なお、12月から2月にかけては積雪がみられ、豪雪地帯にも指定されている。
| 舞鶴市の気候                                                     | 舞鶴市の気候 | 舞鶴市の気候  | 舞鶴市の気候  | 舞鶴市の気候  | 舞鶴市の気候  | 舞鶴市の気候  | 舞鶴市の気候  | 舞鶴市の気候 | 舞鶴市の気候  | 舞鶴市の気候  | 舞鶴市の気候  | 舞鶴市の気候  | 舞鶴市の気候     |
| 月                                                               | 1月          | 2月           | 3月           | 4月           | 5月           | 6月           | 7月           | 8月          | 9月           | 10月          | 11月          | 12月          | 年               |
| ---------------------------------------------------------------- | ------------ | ------------- | ------------- | ------------- | ------------- | ------------- | ------------- | ------------ | ------------- | ------------- | ------------- | ------------- | ---------------- |
| 最高気温記録 °C （°F）                                           | 19.4 (66.9)  | 22.9 (73.2)   | 26.0 (78.8)   | 32.6 (90.7)   | 34.6 (94.3)   | 37.1 (98.8)   | 38.8 (101.8)  | 39.0 (102.2) | 38.3 (100.9)  | 31.4 (88.5)   | 26.3 (79.3)   | 22.9 (73.2)   | 39.0 (102.2)     |
| 平均最高気温 °C （°F）                                           | 7.6 (45.7)   | 8.5 (47.3)    | 12.7 (54.9)   | 18.6 (65.5)   | 23.6 (74.5)   | 26.6 (79.9)   | 30.7 (87.3)   | 32.4 (90.3)  | 27.6 (81.7)   | 22.0 (71.6)   | 16.2 (61.2)   | 10.4 (50.7)   | 19.8 (67.6)      |
| 日平均気温 °C （°F）                                             | 3.7 (38.7)   | 4.1 (39.4)    | 7.4 (45.3)    | 12.7 (54.9)   | 17.8 (64)     | 21.6 (70.9)   | 25.9 (78.6)   | 27.1 (80.8)  | 22.9 (73.2)   | 17.0 (62.6)   | 11.3 (52.3)   | 6.2 (43.2)    | 14.8 (58.6)      |
| 平均最低気温 °C （°F）                                           | 0.7 (33.3)   | 0.5 (32.9)    | 2.8 (37)      | 7.4 (45.3)    | 12.7 (54.9)   | 17.7 (63.9)   | 22.4 (72.3)   | 23.3 (73.9)  | 19.3 (66.7)   | 13.2 (55.8)   | 7.5 (45.5)    | 2.8 (37)      | 10.9 (51.6)      |
| 最低気温記録 °C （°F）                                           | −8.0 (17.6)  | −8.8 (16.2)   | −6.2 (20.8)   | −3.2 (26.2)   | 0.9 (33.6)    | 7.0 (44.6)    | 13.0 (55.4)   | 14.4 (57.9)  | 7.9 (46.2)    | 2.5 (36.5)    | −1.7 (28.9)   | −6.7 (19.9)   | −8.8 (16.2)      |
| 降水量 mm （inch）                                               | 183.4 (7.22) | 146.6 (5.772) | 140.5 (5.531) | 116.6 (4.591) | 142.8 (5.622) | 154.9 (6.098) | 192.6 (7.583) | 149.6 (5.89) | 238.3 (9.382) | 179.9 (7.083) | 132.5 (5.217) | 163.6 (6.441) | 1,941.2 (76.425) |
| 降雪量 cm （inch）                                               | 54 (21.3)    | 49 (19.3)     | 9 (3.5)       | 0 (0)         | 0 (0)         | 0 (0)         | 0 (0)         | 0 (0)        | 0 (0)         | 0 (0)         | 0 (0)         | 24 (9.4)      | 135 (53.1)       |
| 平均降水日数 （≥0.5mm）                                          | 20.8         | 18.1          | 17.1          | 12.7          | 11.6          | 12.5          | 14.1          | 10.7         | 13.6          | 12.6          | 14.5          | 18.9          | 177.0            |
| 平均降雪日数 （≥0cm）                                            | 15.7         | 13.7          | 6.3           | 0.5           | 0             | 0             | 0             | 0            | 0             | 0             | 0.2           | 7.5           | 43.3             |
| % 湿度                                                           | 82           | 79            | 74            | 71            | 71            | 77            | 78            | 76           | 79            | 79            | 80            | 82            | 77               |
| 平均月間日照時間                                                 | 72.1         | 82.5          | 123.0         | 165.3         | 182.9         | 136.0         | 151.2         | 194.7        | 134.5         | 128.6         | 101.3         | 80.4          | 1,552.4          |
| 出典：気象庁（平均値：1991年 - 2020年、気温極値：1947年 - 現在） |              |               |               |               |               |               |               |              |               |               |               |               |                  |

### 地域
舞鶴市の市街地は田辺藩の城下町・商港から発展した西舞鶴と、海軍の軍港から発展した東舞鶴のふたつに分かれており、両地区とも特徴的な市街地を形成している。舞鶴市にはほかに中舞鶴・加佐・大浦の3地区が存在する。

### 人口
人口は79831人と減少傾向にあるものの、京都府で5番目に大きい自治体であり、北部地域の中心的地位を保っている。
| |                                        |  |
| 舞鶴市と全国の年齢別人口分布（2005年） | 舞鶴市の年齢・男女別人口分布（2005年） |  |
| ■紫色 ― 舞鶴市 ■緑色 ― 日本全国 | ■青色 ― 男性 ■赤色 ― 女性              |  |
| 舞鶴市（に相当する地域）の人口の推移 \| 1970年（昭和45年） \| 95,895人 \| \| \| 1975年（昭和50年） \| 97,780人 \| \| \| 1980年（昭和55年） \| 97,578人 \| \| \| 1985年（昭和60年） \| 98,775人 \| \| \| 1990年（平成2年） \| 96,333人 \| \| \| 1995年（平成7年） \| 94,784人 \| \| \| 2000年（平成12年） \| 94,050人 \| \| \| 2005年（平成17年） \| 91,733人 \| \| \| 2010年（平成22年） \| 88,669人 \| \| \| 2015年（平成27年） \| 83,990人 \| \| \| 2020年（令和2年） \| 80,336人 \| \| |                                        |  |
| 総務省統計局 国勢調査より |                                        |  |
| 1970年（昭和45年） | 95,895人                               |  |
| 1975年（昭和50年） | 97,780人                               |  |
| 1980年（昭和55年） | 97,578人                               |  |
| 1985年（昭和60年） | 98,775人                               |  |
| 1990年（平成2年） | 96,333人                               |  |
| 1995年（平成7年） | 94,784人                               |  |
| 2000年（平成12年） | 94,050人                               |  |
| 2005年（平成17年） | 91,733人                               |  |
| 2010年（平成22年） | 88,669人                               |  |
| 2015年（平成27年） | 83,990人                               |  |
| 2020年（令和2年） | 80,336人                               |  |

平成22年国勢調査より前回調査からの人口増減をみると、3.33％減の88,681人であり、増減率は府下26市町村中13位、36行政区域中22位。

#### 出生率・高齢化率
京都府全体の高齢化率（19%）に比べ、舞鶴市は若年層の域外流出が多く、高齢化率は比較的高めである。また東西市街地の高齢化率が近年高まっており、府と市では対策に乗り出している。出生率は1.8を超えるなど全国的な傾向からは高いものの、2004年には人口動態が初めて自然減となっている。
- 舞鶴市の高齢化率：21%（市街地に限定すると28%）
  - 平均寿命：男性77.1歳、女性84.4歳
- 舞鶴市の出生率：1.82（京都府全体では1.28）

### 隣接自治体
丹波高地北部に位置し、東は福井県高浜町、南は京都府綾部市と福知山市、西は宮津市と接している。
京都府
- 綾部市
- 福知山市
- 宮津市

福井県
- 大飯郡：高浜町

## 歴史

### 先史
市内でもっとも古い遺跡は由良川沿いにある志高（しだか）遺跡で、縄文時代前期初頭の土器が出土している。
市内の縄文時代前期の遺跡としては、同じく由良川沿いに地頭遺跡・和江遺跡があるほか、大浦半島にも浦入（うらにゅう）遺跡がある。
縄文時代中・後期には入植が市内全域に広がったとされ、東舞鶴の朝来（あせく）遺跡や西舞鶴の今田遺跡などが見つかっている。浦入遺跡からは丸木舟の遺構が発見されており、隠岐産の黒曜石や北陸産の蛇紋岩製耳飾りなどが見つかっていることから、当時舞鶴に住んでいた人が海を介して遠隔地の人と交流していたことが分かっている。
弥生時代には志高遺跡をはじめとして、由良川の自然堤防上に複数の集落が形成され、水田の開発も市域の周辺部にまで広がっていった。志高遺跡からは銅鐸や銅剣形石剣が発見されており、当時豊作祈願や、収穫を祝う祭礼が執りおこなわれていたと想像されている。また、当地では方形周溝墓や貼石墓、弥生時代末期になると方形台状墓が作られるようになった。

### 古代

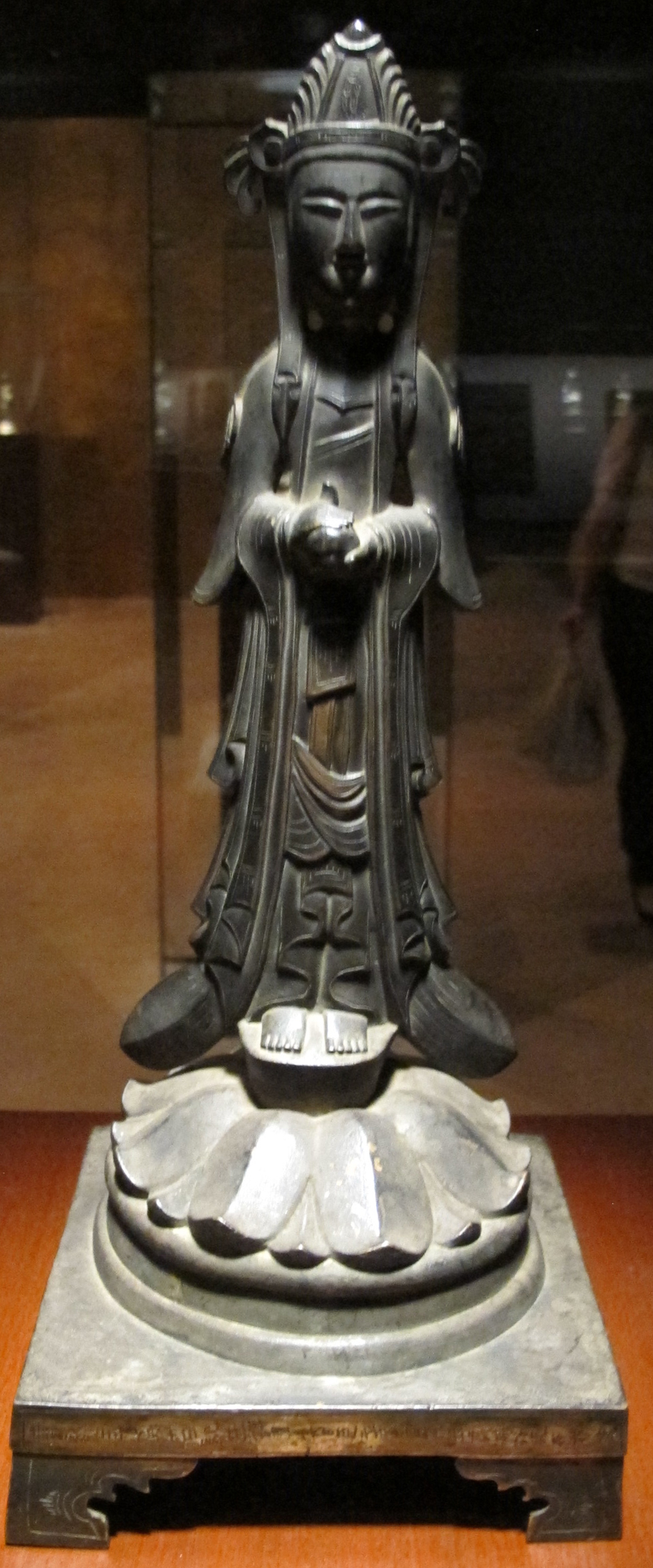
観音菩薩立像。加佐郡についての最古の記述が彫られている。

弥生時代以降、由良川下流域を見渡す山の上に墳墓が築かれるようになり、その立地から由良川の水運を掌握した首長らの墓であると考えられている。鉄製農具の普及や灌漑設備によって農業生産力が向上したことにより各地の豪族が力をつけ、舞鶴地域には300基を越す古墳が作られた。その多くは6世紀後半に作られた横穴式石室を備えるものであり、これは大和朝廷の支配の影響であると見られている。また、東舞鶴の妙見山古墳のように、農民の有力者が作ったと考えられる古墳も現れるようになった。
651年（白雉2年）に作られたとされる、法隆寺旧蔵・東京国立博物館所蔵の銅造観音菩薩立像には「辛亥年七月十日に崩去した笠評君のため、その日、遺児と伯父の二人が造像を発願した」との銘が彫られており、これは同地域についての記述としては最も古いものであると考えられている。ほか、藤原京からは「丹波国加佐郡白薬里大贄久己利魚腊一斗五升和銅二年四月」と書かれたものなど、あわせて5枚の木簡が見つかっている。713年（和銅6年）には丹波国から加佐郡を含む5郡が割かれて、丹後国が成立した。
奈良時代の初期、志高遺跡では里長などの一部階級をのぞいては、ほとんどの人が竪穴建物に住んでいたが、奈良後期から平安時代初頭には村人の家も掘立柱建物となった。浦入遺跡では奈良時代後半から製塩・鍛冶が盛んになり、生産活動の拠点として人や物資が集まった。延喜式神名帳には加佐郡の式内社として11座が掲載されており、うち名神大社に列せられた大川神社は、名神祭の際には朝廷から絹糸や真綿といった頒幣にあずかった。ほか、古代に建立されたと考えられる寺院には、多禰寺・円隆寺・松尾寺・金剛院などがある。平安時代中期より末法思想が流行すると舞鶴地域でも油江（ゆご）、天台などで経塚が造営された。

### 中世・近世
村上天皇の女御が寄進したとされる志高荘を皮切れに、舞鶴地域でも荘園の成立が進み、『丹後国諸荘園郷保惣田数帳』によると1288年（正応元年）にはすでに市域全域で中世的な荘園や郷が成立していた。『吾妻鏡』によれば、1195年（建久6年）に志楽荘の住民が地頭後藤基清の乱暴狼藉を鎌倉幕府に訴えている。南北朝時代において、丹後国はおおかた北朝勢力下にあったとされるが、1337年（建武4年）には岡田荒張城（現舞鶴市）の南朝勢力と北朝の吉川経久が戦争を行っているなど、時勢は単純ではなかった。
南北朝期の丹後国守護は目まぐるしく変わったが、1391年（明徳2年）に起こった明徳の乱ののちは一色氏の領国となった。この乱で戦功を残した一色満範は足利義満より、もと山名氏の領国であった丹後国を与えられ、八田（現舞鶴市の田辺)に守護所を置いた。一時若狭武田氏が丹後守護に任ぜられた時期はあったが、守護の名実を問わず一色氏が勢力を保ち続けた。戦国時代には舞鶴地域は一色義清・一色九郎ら一色氏内の各派閥と武田氏が相争う戦場となり、一色九郎方の丹後守護代・延永春信が現在の舞鶴市行永にある倉橋城に立てこもっている。1582年（天正10年）より細川藤孝・明智光秀の連合軍が織田信長の命を受けて丹後に攻め入り、一色氏は滅亡した。舞鶴市鹿原/小倉を支配する小倉（真迫山）城主・大倉播磨守、同じく但馬谷城主・市村出羽守（大倉氏の一族か）も、細川氏によって滅ばされた。
1580年（天正8年）より丹後国は細川氏所領となった。当主・細川忠興は宮津城に、忠興の父藤孝は田辺郷八田村に田辺城を築き、居住した。
1600年（慶長5年）の関ヶ原の戦いで両人は東軍に属し、藤孝は田辺城にて西軍1万5000人あまりを60日間にわたって引きつける大功を立てた。戦後の論功行賞で細川氏に豊前国・豊後国に計39万9000石が与えられ、忠興が豊前中津城に移ったのち丹後には京極高知が入国、田辺城に住した。
1622年（元和8年）高知の遺訓により遺領は3人の息子に分与され、次男の高三が丹後田辺藩3万5000石を立てた。上方全域を譜代大名領にする幕府の政策により、
1668年（寛文8年）に京極高盛が但馬国豊岡藩に移封されたのち牧野親成が入封、幕末まで牧野氏の領国となった。

### 近代・現代
1872年（明治2年）の版籍奉還後、田辺藩は紀伊田辺藩との混同を避けるために田辺城の雅称「舞鶴城」より「舞鶴藩」に改名された。舞鶴藩は廃藩置県ののち1876年（明治9年）に京都府に編入、1880年（明治12年）に加佐郡役所が置かれた。
1889年（明治22年）には舞鶴湾に日本海軍の基地が設置されることが決定、舞鶴港は軍港になることになった。周辺地域では実測183町（およそ1.81 km2）の土地が買収されたが、対象地域の農民には移転先の問題を含め、多大の犠牲がもたらされることとなった。1901年（明治34年）には正式に舞鶴鎮守府が発足し、日本海側唯一の軍港である舞鶴は重要な軍事基地となった。中舞鶴・東舞鶴はこのときに計画的な都市設計が行われ、海軍の枢要地としての陣容が整えられた。舞鶴鎮守府はロシアの日本侵入を防ぐために作られたものであり、1905年（明治38年）の日露戦争終戦を受けて同港の最重要目的は達成されたものの、1904年（明治37年）の鉄道開通により同市が陸海上交通の結節点となっていたこともあり、市の人口は増え続けた。ワシントン海軍軍縮条約にともなう軍縮により、1923年（大正12年）に舞鶴鎮守府は一時廃止され、規模も縮小されたが、1939年（昭和14年）には太平洋戦争にともなう軍備拡張のため再指定されている。戦争末期の1945年（昭和20年）7月29日にはアメリカ軍により模擬原爆が投下され97人が死亡、翌日には舞鶴港に停泊していた艦船が攻撃を受け、83人が死亡した。

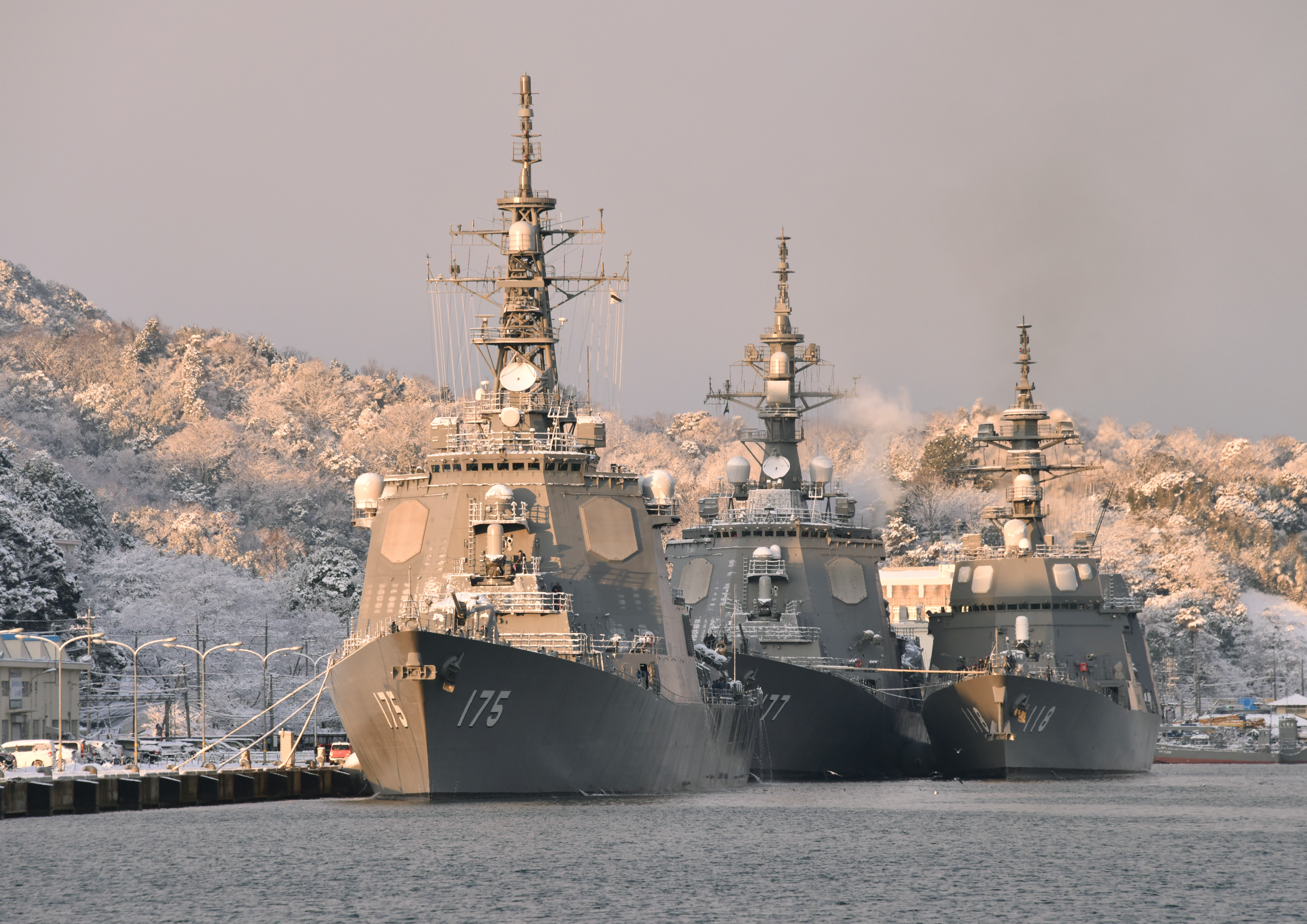
雪の海上自衛隊舞鶴基地、北吸岸壁

戦後舞鶴は引き揚げ港に指定され、1958年（昭和33年）の引揚援護局閉局までにソ連や満州、朝鮮などから帰還した邦人66万4531人、遺骨1万6269柱を受け入れたほか、中国に3936人、朝鮮に2万9061人を送還している。鎮守府の解体により多くの市民が生活基盤を失ったが、1950年（昭和25年）の旧軍港市転換法が制定され、新たな産業の創出が押し進められた。具体的には、旧海軍工廠の施設を利用した造船業・鉄道車両の製造などが行われたほか、軍需工場であった繊維工場が再開され、くわえて化学肥料工場とガラス工場の誘致が行われた。また、木材を輸入して木製品・家具を作る産業が発展した。しかし高度経済成長期の終焉とともに造船業・繊維業などが構造的不況に陥り、企業城下町的経済体制のもとにあった舞鶴市は特定不況地域中小企業対策臨時措置法・特定業種関連地域中小企業臨時措置法・特定地域中小企業対策臨時措置法などの下でこうした構造的不況に取り組んでいくこととなった。
1950年（昭和25年）に警察予備隊が創設されると舞鶴にも駐屯が始まり、1952年（昭和27年）には警備隊舞鶴地方隊が編成され、舞鶴地方総監部・舞鶴航路啓開隊などが発足した。その後1954年（昭和29年）には自衛隊が発足し、警備隊舞鶴地方隊は海上自衛隊舞鶴地方隊に改称された。
海上自衛隊は、旧軍の用地をほぼそのまま利用しているが、旧軍用地の一部は公共施設や宅地、国道になっている。東舞鶴西部に所在する赤レンガ倉庫は、いずれも旧軍が建設したものであるが12棟が現存、8棟は国や市の文化財となり、博物館や観光施設に改装されている棟もあり、自衛隊基地と併せ貴重な観光資源となっている。なお、残る4棟は現在も海上自衛隊が倉庫として使用中である。
1951年（昭和26年）11月13日、昭和天皇が市内を行幸（昭和天皇の戦後巡幸）。東舞鶴駅前には東舞鶴奉迎場が設けられ、市民による奉迎が行われた後、市役所、飯野産業舞鶴製作所、明倫小学校を訪問した。
1953年（昭和28年）9月25日には台風13号の接近に伴い集中豪雨が発生。市内の河川が氾濫が発生して1934年の室戸台風以来の大水害となった。死者・行方不明者45人、負傷者80人。

### 市域の変遷

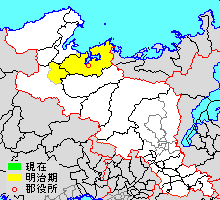
旧加佐郡の位置。

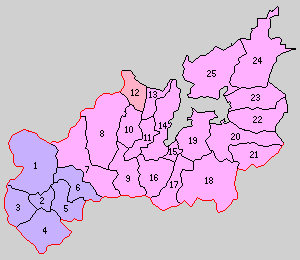
加佐郡の地図。桃色部分が現在の舞鶴市。7.岡田上村 8.岡田中村 9.岡田下村 10.丸八江村 11.東雲村 13.神崎村 14.四所村 15.舞鶴町 16.高野村 17.中筋村 18.池内村 19.余内村 20.倉梯村 21.与保呂村 22.志楽村 23.朝来村 24.東大浦村 25.西大浦村

舞鶴市は1889年（明治22年）4月1日の町村制施行により誕生した、加佐郡舞鶴町を前身とする自治体である。舞鶴町は旧田辺藩（舞鶴藩）の城下町であり、町村制施行時点では同郡唯一の町であった。その後、舞鶴鎮守府の誕生とそれに伴う軍港都市の整備により、1902年（明治35年）には余部町、1906年（明治39年）には新舞鶴町が誕生した。
軍港誕生による人口急増は、旧来の中心地であった舞鶴町にも影響を及ぼし、1936年（昭和11年）8月1日には貿易促進とそれによる工場誘致のため舞鶴町が周辺5ヶ村と合併し、2年後に市制施行により舞鶴市となった。同日には海軍の強い要望により、軍港周辺の自治体であった新舞鶴町・中舞鶴町と周辺3ヶ村が合併し、東舞鶴市が誕生した。1939年（昭和14年）に、軍縮により一時要港部となっていた舞鶴鎮守府が復活し、東舞鶴市外にも軍事施設が建設されるようになったため、1942年には新たに3ヶ村が東舞鶴市に併合された。
戦時にともない舞鶴港の重要性が上がっていくにつれ、海軍は両舞鶴市の合併を強く要請するようになった。旧城下町の舞鶴市と軍港都市の東舞鶴市は全く気質の異なる都市であり、合併は困難であるとみられていたが、舞鶴市に軍施設が拡大していったこともあり、鎮守府に押し切られる形で両市は1943年（昭和18年）5月27日をもって合併した。終戦後、西舞鶴（旧舞鶴市）側から市の再分離が提案され、1950年（昭和25年）の住民投票では過半数の賛同を得たものの、実際に市町村区域の変更権を持つ京都府議会にて提案が否決されたため、分離はかなわなかった。1955年（昭和30年）には当時国と府が進めていた町村合併政策にしたがい5村が合併、加佐町が誕生し、1957年（昭和33年）には舞鶴の分離問題が下火となり、雪解けの雰囲気が広がる中で舞鶴市への編入を実現させた。

## 行政

### 市長
- 市長：鴨田秋津（2023年2月18日就任、1期目）

歴代市長
| 代    | 氏名        | 就任年月日    | 退任年月日     | 前職                | 出身     |
| ----- | ----------- | ------------- | -------------- | ------------------- | -------- |
| 初代  | 立花 一     | 1943年7月27日 | 1945年12月10日 | 東舞鶴市長 海軍少将 | 鹿児島市 |
| 2     | 川北 正太郎 | 1946年1月15日 | 1946年11月14日 | 旧舞鶴市長          | 西舞鶴   |
| 3     | 柳田 秀一   | 1947年4月5日  | 1950年7月26日  | 医師                | 西舞鶴   |
| 4     | 嵯峨根 達雄 | 1950年8月20日 | 1954年7月24日  | 舞鶴市助役          | 東舞鶴   |
| 5-10  | 佐谷 靖     | 1954年8月5日  | 1977年4月4日   | 医師                | 西舞鶴   |
| 11    | 立道 團造   | 1977年4月24日 | 1978年12月31日 | 舞鶴市助役          | 福知山市 |
| 12-15 | 町井 正登   | 1979年2月18日 | 1995年2月17日  | 舞鶴市助役          | 綾部市   |
| 16-18 | 江守 光起   | 1995年2月18日 | 2007年2月17日  | 京都府議会議員      | 東舞鶴   |
| 19    | 齋藤 彰     | 2007年2月18日 | 2011年2月17日  | 京都府議会議員      | 西舞鶴   |
| 20-23 | 多々見 良三 | 2011年2月18日 | 2023年2月17日  | 医師                | 石川県   |
| 24    | 鴨田 秋津   | 2023年2月18日 | 現職           | 舞鶴市議会議員      | 西舞鶴   |

### 市の機関
- 市役所：東舞鶴西部に所在。市職員数は662人（2018年度）
- 舞鶴市消防本部

### 国の機関

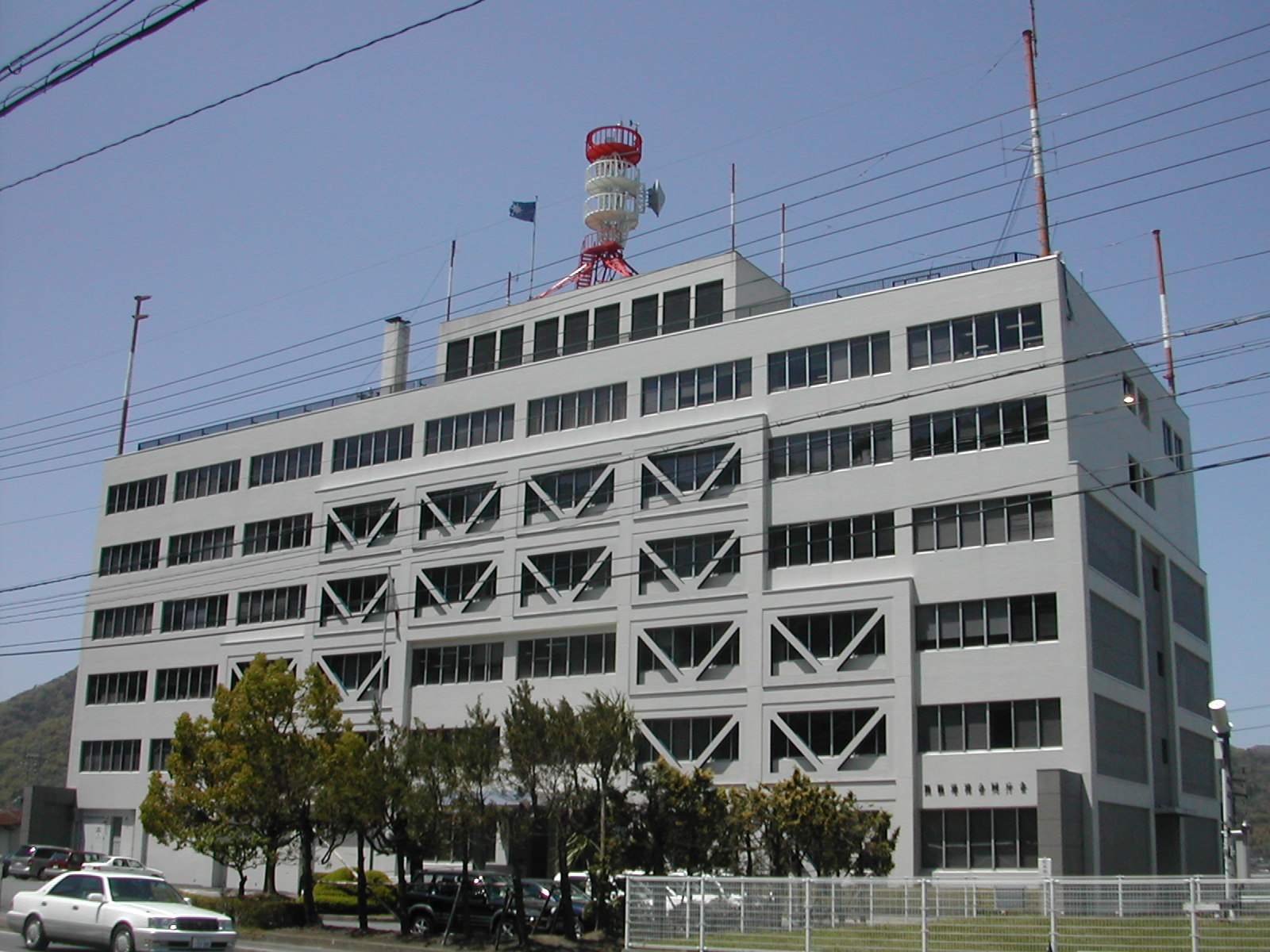
舞鶴港湾合同庁舎

舞鶴市は、京都府北部の経済・行政の中心の1つとして、また舞鶴港を有することから国の出先機関が置かれている。
京都地方裁判所舞鶴支部は、北部の4支部のなかで、地裁の合議事件、家裁の少年事件を受け持っている他、法務省管轄施設である拘置所も北部では、舞鶴拘置支所のみである。
- 法務省
  - 京都地方法務局 舞鶴支局
  - 大阪矯正管区 京都刑務所 舞鶴拘置支所
- 検察庁
  - 京都地方検察庁
    - 舞鶴支部
    - 舞鶴区検察庁
- 出入国在留管理庁
  - 大阪出入国在留管理局 舞鶴港出張所
- 公安調査庁
  - 近畿公安調査局 京都公安調査事務所 舞鶴駐在官室
- 財務省
  - 近畿財務局 舞鶴出張所
  - 大阪税関 舞鶴税関支署
- 国税庁
  - 大阪国税局 舞鶴税務署
- 厚生労働省
  - 京都労働局
    - 舞鶴労働基準監督署
    - 舞鶴公共職業安定所

  - 大阪検疫所 舞鶴出張所
- 農林水産省
  - 神戸植物防疫所 大阪支所 舞鶴出張所
- 国土交通省
  - 近畿地方整備局 舞鶴港湾事務所、福知山河川国道事務所舞鶴出張所
  - 近畿運輸局京都運輸支局 舞鶴庁舎
- 気象庁
  - 日本海海洋気象センター
- 海上保安庁
  - 第八管区海上保安本部（島根県から福井県までの海域を担当）
    - 舞鶴海上保安部
- 防衛省
  - 近畿中部防衛局 舞鶴防衛事務所
- 自衛隊
  - 自衛隊京都地方協力本部 舞鶴地域事務所
  - 海上自衛隊 舞鶴基地（舞鶴地方総監部等）
- 裁判所
  - 京都地方裁判所 舞鶴支部
  - 京都家庭裁判所 舞鶴支部
  - 舞鶴簡易裁判所
- 特殊法人
  - 日本年金機構 舞鶴年金事務所

### 府の機関

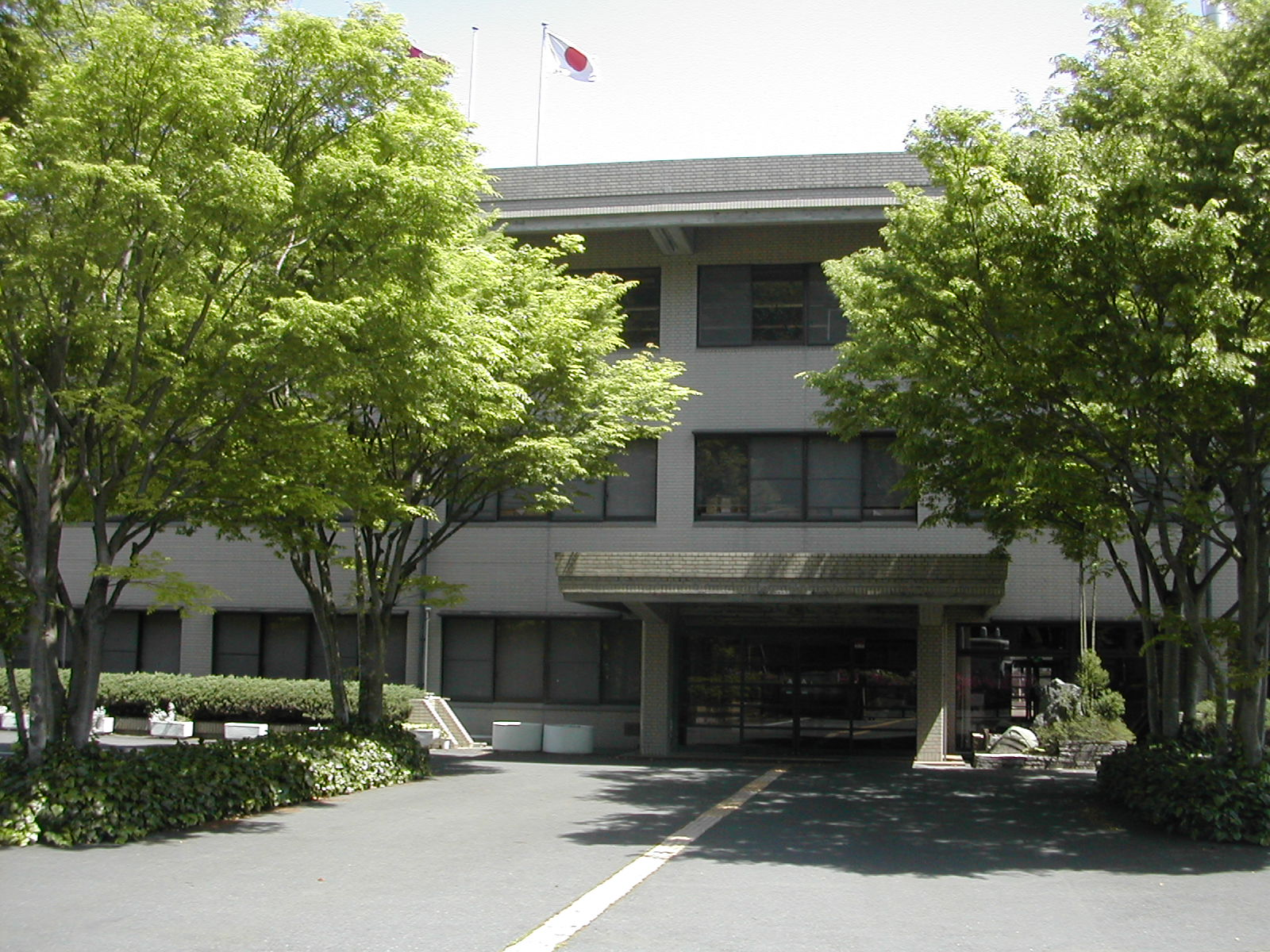
中丹広域振興局（京都府の出先機関）

- 京都府中丹広域振興局
- 京都府警察舞鶴警察署
- 京都府中丹東保健所
- 京都府中丹東土木事務所
- 京都府港湾局
- 京都舞鶴港振興会
- 京都府道路公社管理事務所

### 姉妹都市・提携都市
2015年時点の姉妹都市は3都市。なお、日本国内に姉妹都市・友好都市はない。
日本国外
- ナホトカ市（ロシア連邦 沿海地方）
1961年（昭和36年）6月21日 姉妹都市提携 - 日露（当時はソビエト連邦）間で初の提携
- 大連市（中華人民共和国 遼寧省)
1982年（昭和57年）5月8日 友好都市提携
- ポーツマス市（イギリス連合王国 イングランド国 ハンプシャー州）
1998年（平成10年）5月15日 姉妹都市提携

## 議会

### 市議会
舞鶴市議会
- 定数：26人[43]
- 任期：2018年12月5日 - 2022年12月4日[44]
- 議長：上羽和幸（公明党議員団）
- 副議長：谷川眞司（創政クラブ議員団）

| 会派名               | 議席数 | 幹事長     |
| -------------------- | ------ | ---------- |
| 創政クラブ議員団     | 8      | 高橋秀策   |
| 新政クラブ議員団     | 8      | 岸田圭一郎 |
| 公明党議員団         | 4      | 松田弘幸   |
| 日本共産党議員団     | 4      | 小杉悦子   |
| 鶴翔会議員団         | 3      | 亀井敏郎   |
| 会派に所属しない議員 | 1      |            |

常任委員会
- 総務文教委員会（7名）
- 経済消防委員会（7名）
- 民生環境委員会（7名）
- 建設委員会（7名）
- 議会運営委員会（9名）
- 予算決算委員会（3名）

特別委員会
- 原子力防災・安全等調査特別委員会（9名）
- 山陰新幹線京都府北部ルート誘致特別委員会（9名）

### 府議会
京都府議会
- 選挙区：舞鶴市選挙区
- 定数：2人
- 任期：2019年4月30日 - 2023年4月29日
- 投票日：2019年4月7日
- 当日有権者数：67,237人
- 投票率：42.98％

| 候補者名 | 当落 | 年齢 | 党派名     | 新旧別 | 得票数   |
| -------- | ---- | ---- | ---------- | ------ | -------- |
| 池田正義 | 当   | 64   | 自由民主党 | 現     | 12,530票 |
| 小原舞   | 当   | 44   | 無所属     | 現     | 10,836票 |
| 後野和史 | 落   | 67   | 日本共産党 | 新     | 5,191票  |

### 衆議院
時の内閣：第1次岸田内閣 解散日：2021年10月14日 公示日：2021年10月19日 最終投票率：58.43% （全国投票率：55.93%（2.25%））
| 当落 | 候補者名   | 年齢 | 所属党派   | 新旧 | 得票数   | 得票率 | 惜敗率 | 推薦・支持             | 重複 |
| ---- | ---------- | ---- | ---------- | ---- | -------- | ------ | ------ | ---------------------- | ---- |
| 当   | 本田太郎   | 47   | 自由民主党 | 前   | 17,966票 | 46.71% | ――     | 公明党推薦             | ○    |
|      | 山本和嘉子 | 53   | 立憲民主党 | 前   | 6,816票  | 17.72% | 37.94% |                        | ○    |
|      | 井上一徳   | 59   | 無所属     | 前   | 9,837票  | 25.58% | 54.75% | 国民民主党京都府連推薦 | ×    |
|      | 山内健     | 53   | 日本共産党 | 新   | 3,840票  | 9.98%  | 21.37% |                        |      |

## 経済
2010年（平成22年）の国勢調査によれば、第1次産業の従事者4.2パーセント、第2次産業の従事者23.4パーセント、第3次産業の従事者72.4パーセントである。産業別に見ると卸売業ないし小売業に就業しているものが最も多く（14パーセント）、ついで公務（13パーセント）、製造業（12パーセント）、医療・福祉（11パーセント）となっている。男性に限って言えば公務従事者は全体の18パーセントを占め、これには海上自衛隊関連施設の存在が影響している。
舞鶴港は日本海側の重要港湾であり、船舶の大型化や荷役のコンテナ化に対応する港湾にするべく舞鶴国際埠頭が整備された。
中心市街地の人口は1985年度の約8,400人から2000年度には約6,300人に減少、実質商品販売額も約170億円から約110億円と35%も減少している。
東舞鶴駅前を中心に高層マンションが建設され、駅北口には北近畿最大級の家電量販店ケーズデンキ東舞鶴店が入る、JR東舞鶴駅NKビルが建っている。

### 第一次産業

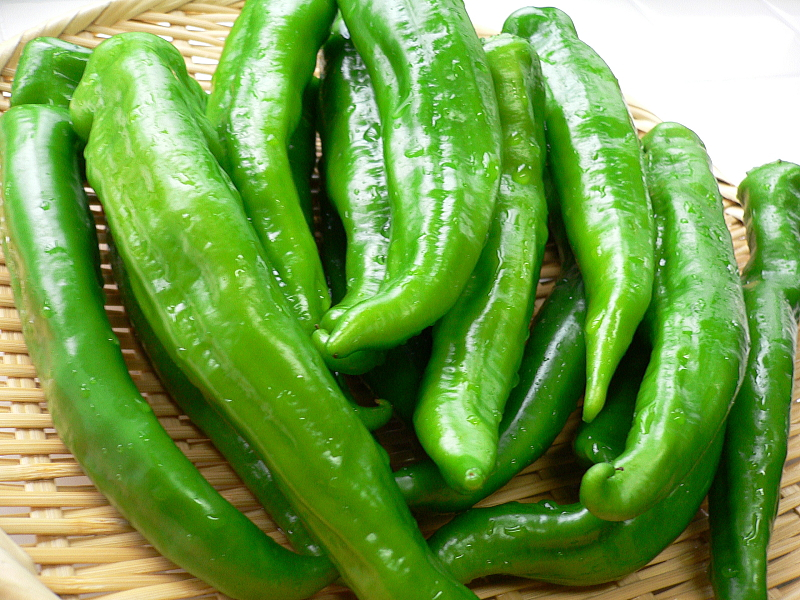
舞鶴の郷土野菜である万願寺とうがらし

#### 農業

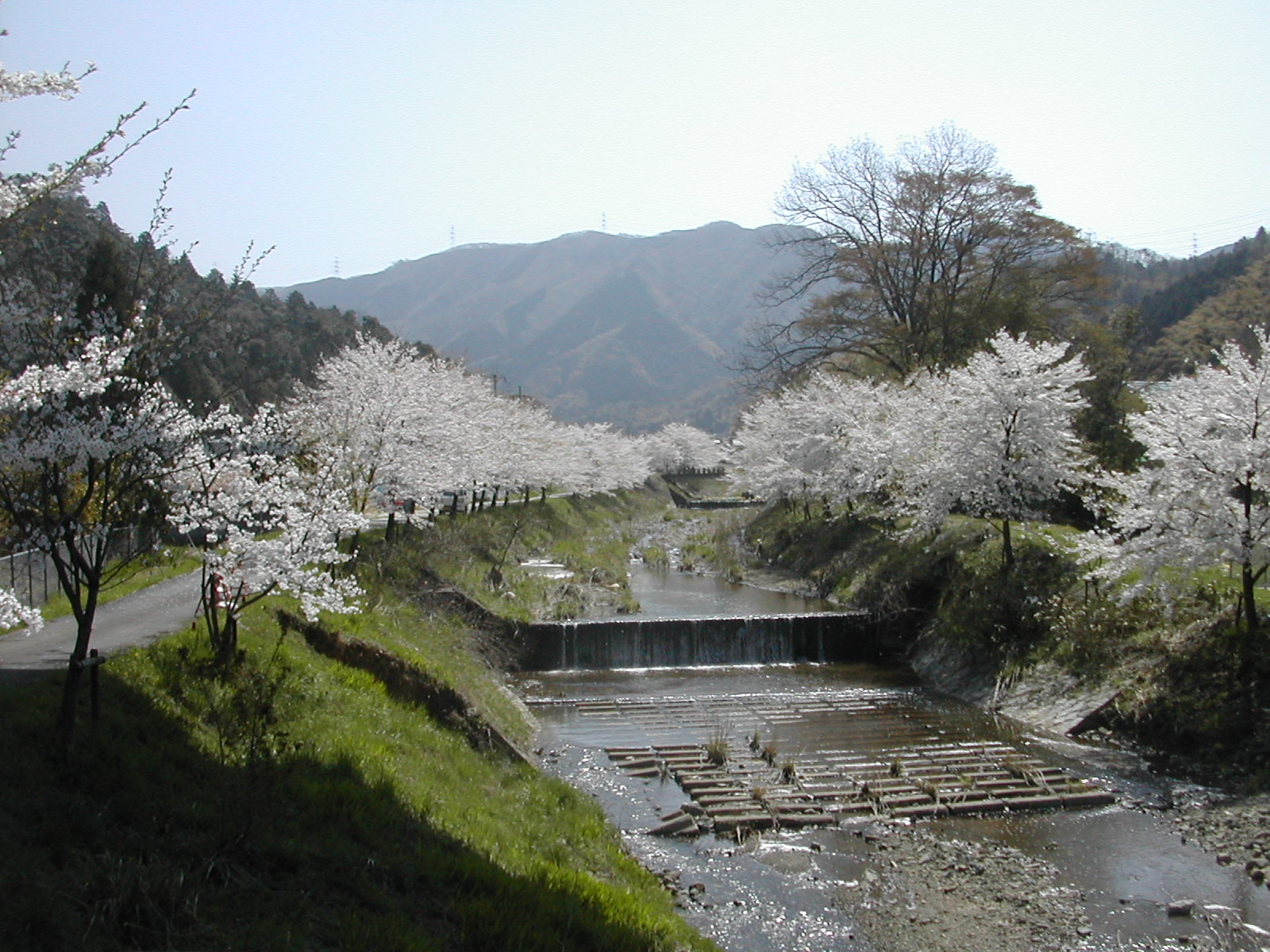
舞鶴の水源地・与保呂川の上流

農林業就業者数は全体の約2.7パーセント（1178人）であり、耕地面積は舞鶴市全体の4.2パーセント（1270ヘクタール）である。2015年のデータによると市内には2041世帯の農業経営者がいるものの、そのうち販売農家は714世帯、そのなかでも専業農家は245世帯のみである。最も多く育てられているのは米（548経営体・316ヘクタール）で、ほかには小豆（78経営体・25ヘクタール）、茶（19経営体・10ヘクタール）、ダイコン（162経営体・11ヘクタール）なども栽培されている。京野菜の万願寺とうがらしは舞鶴発祥であり、「万願寺甘とう」の名称で2017年（平成29年）、京都府内でははじめてGI登録を受けた。
舞鶴市は由良川水源地と与保呂川水源地をもち、市の耕作に用いられる土地は全体の4.7%の1,620haである。そのうち水田率は77.8%であり、主にコシヒカリを生産している。また畑に用いられる土地は368haで、主に普通畑である。総人口に占める農家人口は、1990年には15%強あったが、2000年には11.9%、2,831戸まで低下している。全国と同じく農業就労者の高齢化も進んでいる。

#### 林業
林業については、市内に2万6957ヘクタールの林野があり、主にスギ・ヒノキ材を生産している。中丹地域（福知山市・綾部市・舞鶴市）の由良川流域で育った木材は品質がいいということから、「丹州材」のブランド名がついている。
市全体の林野率は79.0%で27,015ha、人工林率は34.0%で8,597haである。国有林率は民間林の26,261haに比べ、754haで全体で2.8%になっている。林家数は1,239戸で、総世帯数に占める林家数の割合はわずか3.6%でしかない。ちなみに保安林は4,322haで全体の16.0%にあたる。

#### 水産業
若狭湾に面する舞鶴市では漁業も営まれており、イワシ・サワラ・ブリなど2493トンが水揚げされている。舞鶴市内に属する漁港には、舞鶴漁港のほか田井漁港・野原漁港・竜宮浜漁港・水ヶ浦漁港・成生漁港・瀬崎漁港・西大浦漁港・神崎漁港などがある。
2000年現在で387世帯が漁業に携わっており、個人漁業経営体332世帯で、 漁業従事者世帯は55世帯である。舞鶴市でも就労者の高齢化が進んでおり、漁業就業者数に占める65歳未満の割合は59.3%まで低下している。なお舞鶴漁港ではいわし類やあじ類が多く水揚げされており、近年では舞鶴近海でとれる岩牡蛎を「舞鶴牡蛎」としてブランド化しようとする動きがある。
- 京都府漁業協同組合連合会（京漁連・漁連・ぎょれん）

傘下に、舞鶴・田井・成生・小橋・三浜・野原の各漁協がある。
漁港
市内に所在する漁港は以下のとおり。
- 舞鶴漁港
- 田井漁港
- 野原漁港
- 竜宮浜漁港

- 水ヶ浦漁港
- 成生漁港
- 瀬崎漁港
- 西大浦漁港
- 神崎漁港

#### 畜産業
畜産業も行われており、市全体で乳牛が190頭、採卵鶏が13万9100羽飼育されている。

### 第二次産業
| 産業名             | 事業所数 | 従業者数（人） | 製造品出荷額（万円） |
| ------------------ | -------- | -------------- | -------------------- |
| 食料品             | 26       | 503            | 891974               |
| 飲料・たばこ・飼料 | 2        | 33             | —                    |
| 繊維               | 6        | 146            | 45997                |
| 木材・木製品       | 6        | 429            | 2601507              |
| 家具・装備品       | 1        | 41             | —                    |
| 印刷               | 4        | 40             | 32811                |
| 化学               | 2        | 58             | —                    |
| 石油・石炭         | 1        | 16             | —                    |
| プラスチック製品   | 5        | 100            | 119365               |
| 窯業・土石         | 8        | 1108           | 8808392              |
| 非鉄金属           | 2        | 39             | —                    |
| 金属製品           | 11       | 151            | 235100               |
| 汎用機械           | 2        | 26             | —                    |
| 生産用機械         | 5        | 243            | 270626               |
| 電子部品           | 2        | 28             | —                    |
| 電子機械           | 2        | 50             | —                    |
| 輸送用機械         | 13       | 780            | 4047746              |
| その他             | 4        | 27             | 20390                |

#### 工業
終戦後、日本海軍の解体により大きな経済基盤を失った舞鶴市は、旧海軍の工場施設を活用することによって復興の道を歩んだ。舞鶴海軍工廠を前身とするジャパン マリンユナイテッド舞鶴事業所は、日本海側にある造船所としては唯一8万トン級の船舶が建造できる施設であったが、中国や韓国との競争激化を理由に2021年には造船事業を撤退、以後は艦船・船舶修理専従事業所として操業している。同様に、肥料メーカーの日之出化学工業・繊維メーカーの大和紡績舞鶴工場も戦中軍需施設として使われていた施設を活用したものである。
市内の工業のなかで重要な位置を占めるものとしては、ほかにガラス工業と木製品加工業があり、特に前者は市内の工業生産額の約半分を占めている。ガラス工業については、1952年（昭和27年）に日本板硝子が舞鶴工場を設置しており、1991年（平成3年）時点で1021人を雇用していた。木製品加工業については、1968年（昭和43年）に丸甚合板工業・林ベニヤ産業・丸玉木材が工場を建設し、平工業団地を形成している。

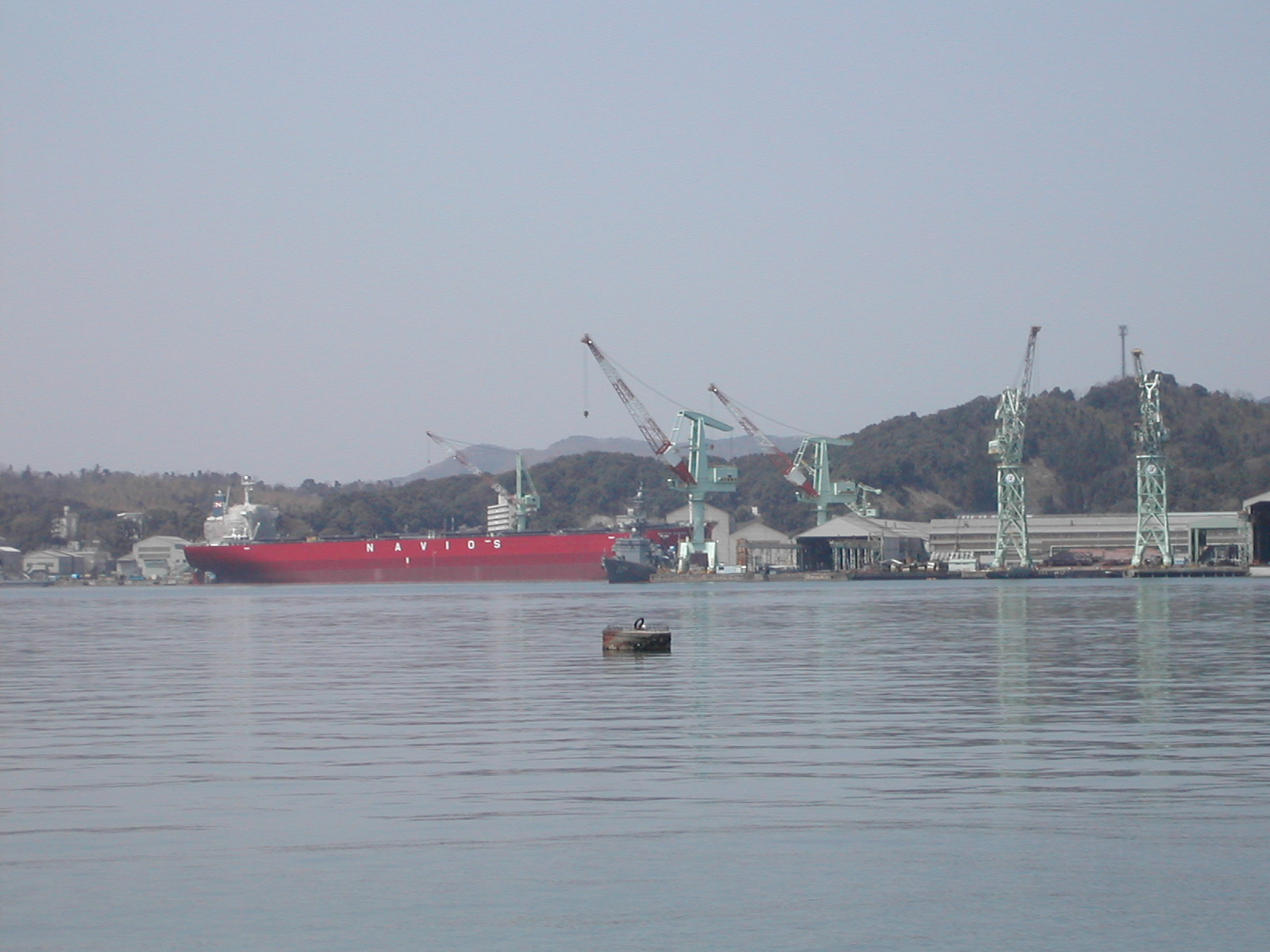
ジャパン マリンユナイテッド舞鶴事業所

#### 鉱山
かつては銀・銅・硫化鉄を産出する舞鶴鉱山や、銅・鉛を産出する大俣鉱山などがあったが、現在はいずれも閉山している。
- 舞鶴鉱山
  - 別所暮谷鉱山：大正時代に廃坑：銅、硫化鉄
    - 別所から上根、白滝、寺田にかけて鉱脈があり、かつては、銀、銅、硫化鉄を産出した。
    - 池内銀山：1744年（延享元年）4月採掘開始
    - 暮谷抗：

  - 横山別所鉱山：1927年廃坑
    - 高由里抗：廃坑
- 舞鶴炭田：石炭：志高、吉坂、八戸：中生代（約2億3千万年前）の石炭。
  - 志高炭鉱：1948年閉山。無煙炭を産出した。舞鶴帯の志高層郡に存在する。
  - 松尾寺炭鉱：無煙炭を産出した。舞鶴帯の難波江層郡に存在する。
- 白杉鉱山：褐鉄鉱、
- 大俣鉱山：銅、廃止
- 硫化水銀／丹、辰砂、朱沙（朱砂）、丹砂
  - 大丹生
  - 浦入
  - 女布
  - 紀ノ川・吉野川流域
- 舞鶴要塞地帯内加佐郡
  - クローム鉱、ニッケル鉱

### 第三次産業

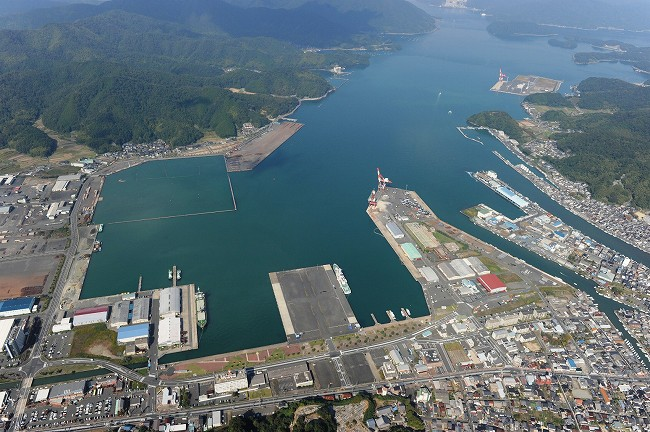
舞鶴港（舞鶴西港）の写真。国土交通省撮影。

#### 商業
舞鶴市の商業は細川氏により、田辺城とその城下町が建設されて以降発達した。江戸時代に西廻り航路が開かれて以降は、藩内の由良湊が航路中の要津となった。また、城下町を流れる高野川筋にある竹屋町は商業の中心地となり、廻船問屋や商家、川の両岸には舟小屋や細工場が立ち並んだ。終戦後まもない1958年（昭和28年）、舞鶴市は産業貿易館を設け、輸出産品の陳列を行い、貿易商の斡旋などにも力を入れた。

##### 商圏・都市圏

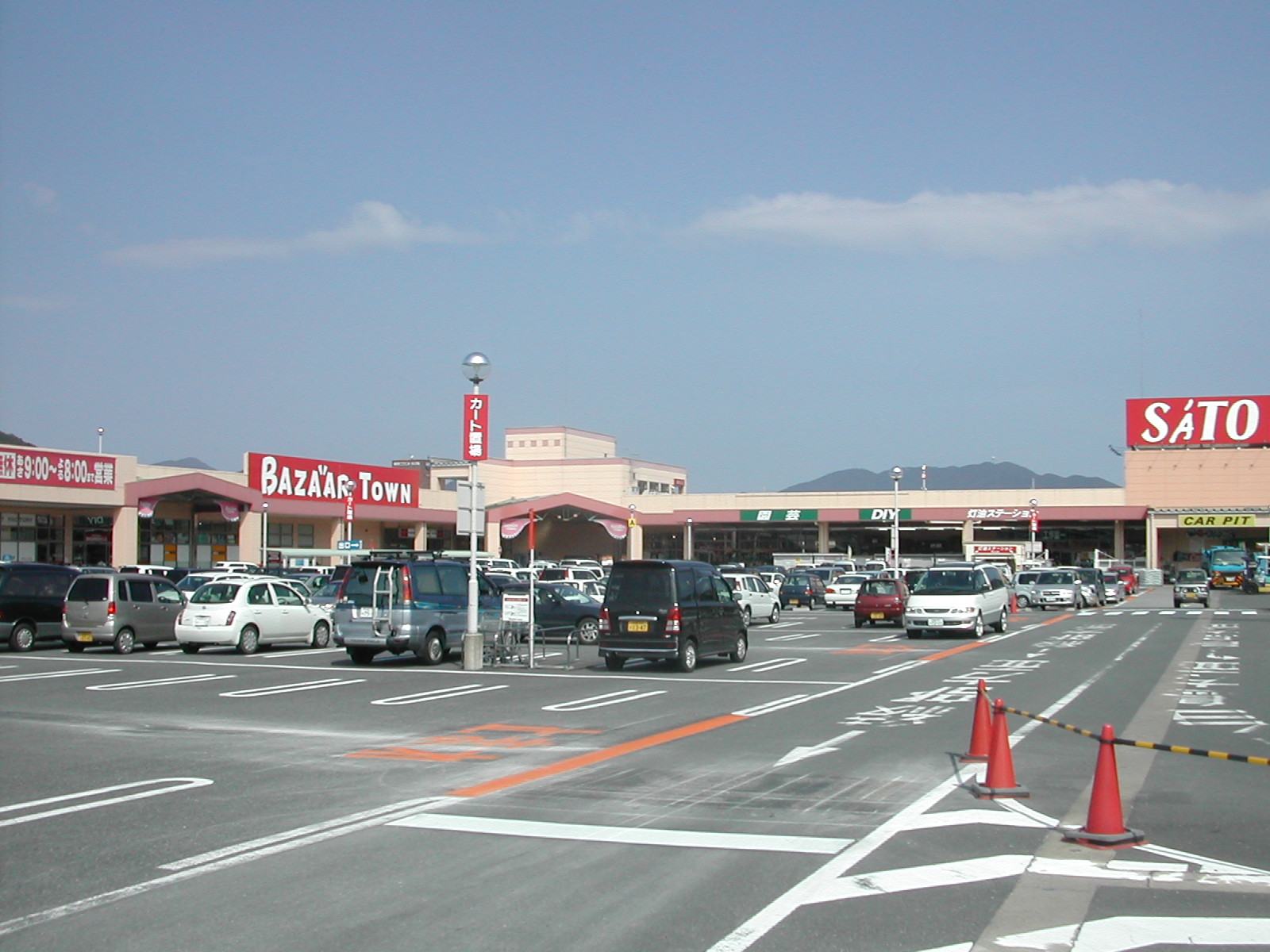
バザールタウン舞鶴

舞鶴都市圏は舞鶴市全域を含め福井県大飯郡高浜町の全域とおおい町の一部、綾部市・宮津市の一部を含んでおり、商圏人口は約12万人である。
近年では東舞鶴駅前に平和堂系列の「らぽーる」（本社：舞鶴市、1995年開業）が進出し、西舞鶴にも駅東側にさとう系列の「バザールタウン舞鶴」（2000年開業）、駅前に「さとう舞鶴店」が出店しており、また東西両舞鶴市街地を結ぶ白鳥街道（京都府道28号小倉西舞鶴線）沿いや、西舞鶴の国道27号・国道175号沿いには郊外型飲食店や娯楽施設、大規模小売店などが立地するなど、北近畿の商業地域として近隣市町村にその商圏を広げている。
なお、前述した白鳥街道にはバイパス計画や4車線化計画があるものの、既に市街地が形成されていることなどから事業が進んでおらず、白鳥街道の旧道を拡張しバイパスとする新たな道路計画がある。

#### 卸売業
卸売業については2016年（平成28年）現在で168事業所1213事業者、小売業については644事業所4154事業者存在するが、事業所数・販売額ともに減少し続けている。また、巨大な港湾を持つ舞鶴市では貿易も盛んであり、2018年（平成30年）で輸出額4429万2959円、輸入額7140万1949円となっている。輸入品では石炭・コークスおよび練炭が（4546万6087円）、輸出品では輸送用機器（2678万3528円）が最も多い。

#### 観光業
舞鶴市内には旧海軍施設である舞鶴赤レンガ倉庫群や田辺城、古社・古刹といった様々な観光資源が存在するが、同市はその中でも「赤れんが」と「海・港」を活かした魅力づくりを推進している。2016年（平成28年）次の推計観光客数は240万人を超えており、統計を取り始めた平成23年以降で過去最高を記録した。

### 拠点を置く主な企業

#### 製造業
金属製造業
- ジャパン マリンユナイテッド 舞鶴事業所（艦艇・船舶修理）
- 日立造船 舞鶴工場（鉄鋼構造物、プラント機器、電子制御機器など）
- エナミ精機 舞鶴工場（金型、装置設備など）
- カンネツ 舞鶴工場（冷却装置）
- 和幸産業 舞鶴工場（造船艤装）

ガラス製造業
- 日本板硝子 舞鶴事業所（硝子） - 平工業団地に所在。
- 日本特殊産業 平工場・丸田工場（硝子加工）

食品製造業
- ケンコーマヨネーズ 関西工場（食品） - 倉谷工業団地に所在。

化学製造業
- 日之出化学工業 本社・舞鶴工場（化学肥料）
- ベルテックス 舞鶴工場（精密プラスチック）

繊維製造業
- 大和紡績 舞鶴工場（衣料・リビング素材・産業資材・土木資材）

近年発生した火災のあと、工場は解体され更地となっている。
木材加工
- 林ベニヤ産業 舞鶴工場（合板）
- 丸玉産業 舞鶴工場（合板）
- 田中木材 舞鶴工場（合板）
- 辻井木材 舞鶴工場（合板）

#### 運輸・物流
- 新日本海フェリー 舞鶴支店（交通） - 舞鶴東港に所在。
- 舞鶴倉庫 本社（倉庫）
- 京都交通 本社・舞鶴営業所（交通） - 喜多工業団地に所在。

#### 小売店
- 株式会社エール 本社・東舞鶴店（小売）
- さとうグループ・バザールタウン舞鶴 ほか2店舗（小売）
- フクヤ 本部ほか6店舗（小売）
- ヤマダ電機テックランド舞鶴店
- ケーズデンキ東舞鶴店
- ニトリ舞鶴店
- ココス東舞鶴店

トマトアンドアソシエイツ（外食、トマトアンドオニオンなどを運営）の創業地であり市内に本店があったが、2006年のすかいらーくグループ入りの後に、実質的な本社機能がある大阪府吹田市に本店を移動した。

### 金融機関
以前には舞鶴市内に本店を置く金融機関は東舞鶴信用金庫、舞鶴信用金庫などがあったが、いずれも2002年（平成14年）の京都北都信用金庫との合併により消滅しており、市内に本店機能を有するところはJFのみ。
なお、福井県を地盤とする福井銀行、福邦銀行が支店を有する他、小浜信用金庫も舞鶴市を営業エリアとしている。
市の指定金融機関は、京都銀行である。

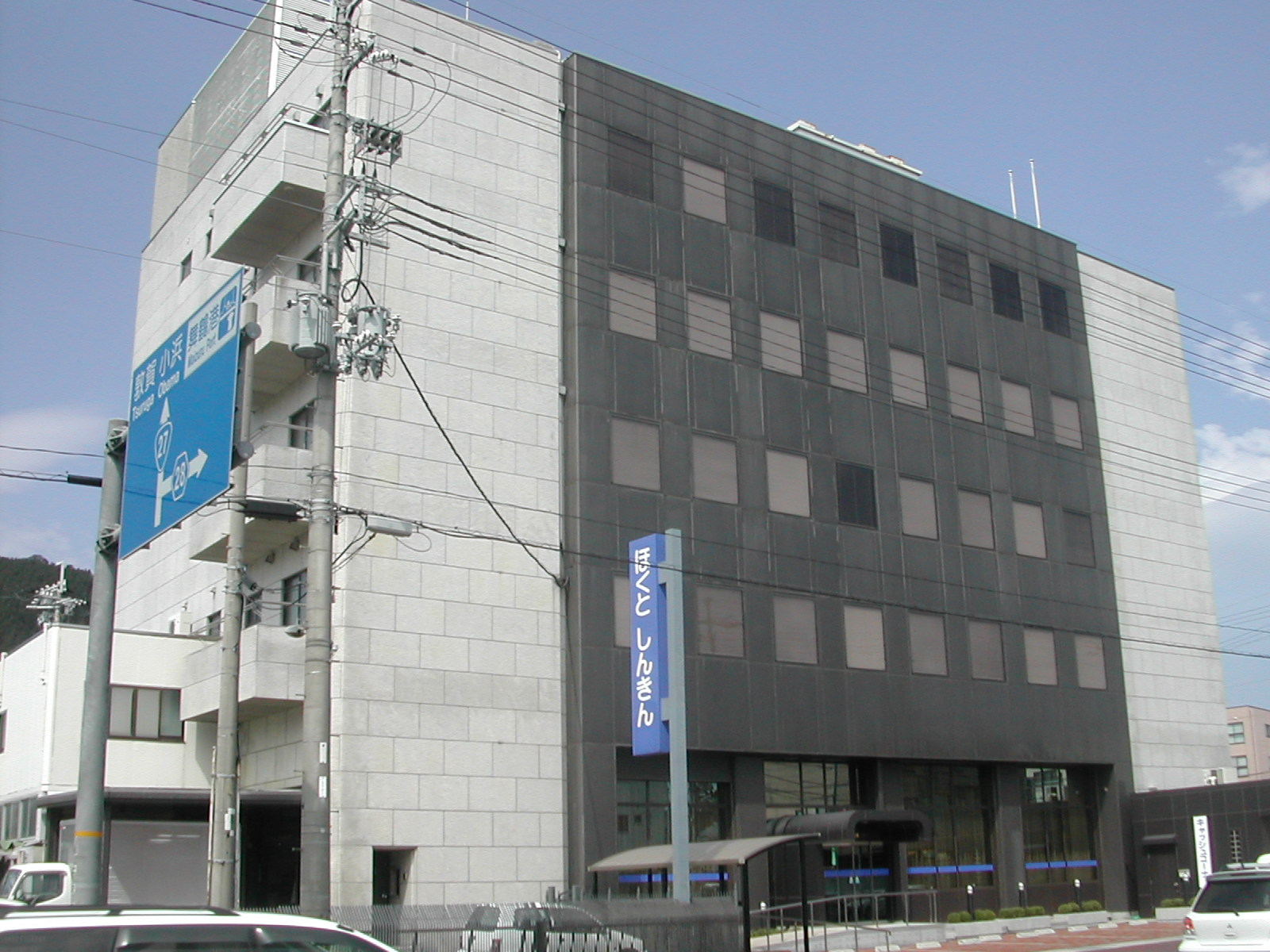
京都北都信用金庫 舞鶴中央支店（旧 舞鶴信用金庫本店）

市内に本店・支店・出張所等の窓口を置く金融機関一覧は以下のとおり（2010年〈平成22年〉8月現在）。
| 金融機関種別 | 金融機関名称                                               |
| ------------ | ---------------------------------------------------------- |
| 地方銀行     | 京都銀行(2), 福井銀行                                      |
| 第二地方銀行 | 福邦銀行(2)                                                |
| 信用金庫     | 京都北都信用金庫(8)                                        |
| 信用組合     | 近畿産業信用組合、京滋信用組合                             |
| 労働金庫     | 近畿労働金庫                                               |
| 公庫         | 日本政策金融公庫                                           |
| JA・JF       | 京都丹の国農業協同組合(4), 京都府信用漁業協同組合連合会(2) |
| 証券会社     | みずほ証券、六和証券                                       |
| 生命保険     | 日本生命、住友生命、大樹生命、富国生命、ジブラルタ生命など |
| 損害保険     | 三井住友海上、損保ジャパン、東京海上日動、共栄火災など     |

※カッコ内は窓口を置く事業所（支店など）の数。

## 情報・生活

### マスメディア

#### 新聞社
- 京都新聞 舞鶴支局
- 読売新聞 舞鶴支局
- 朝日新聞 舞鶴支局
- 毎日新聞 舞鶴支局
- 産経新聞 舞鶴支局
- 舞鶴市民新聞

#### 放送局
- NHK京都放送局 - 丹後舞鶴支局（2004年開設）
- KBS京都 - 舞鶴放送局（JOBO）

### ライフライン

#### 電力
- 関西電力 舞鶴石炭火力発電所（発電/180万kW）
- エネット 舞鶴発電所（発電/3万5,000 kW）

#### ガス
- 大阪ガス

#### 上下水道
- 舞鶴市上下水道部

#### 電信
- NTT西日本

市外局番は、市内全域が「0773」である。

### 医療・福祉

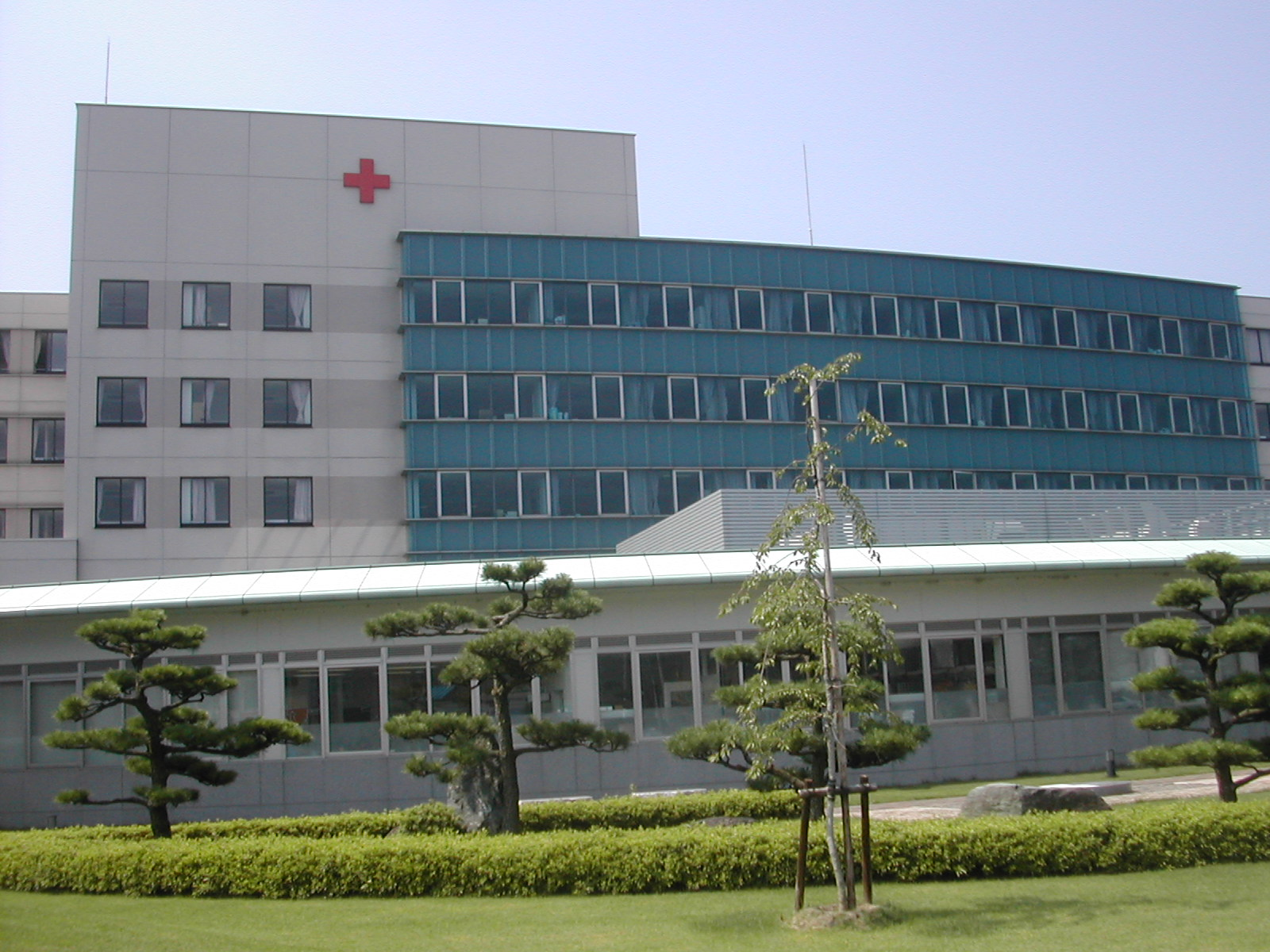
舞鶴赤十字病院

舞鶴市には国立病院機構舞鶴医療センター、市立舞鶴市民病院、舞鶴赤十字病院、舞鶴共済病院と大型総合病院が4つあり、他にも9つの大型病院が集積している（この大型総合4病院は再編に向けて市議会で協議中）。また、中小規模の病院を加えると約75もの病院が市内各地に点在している。市内に拠点をおく医師は211人。宮津市や与謝郡、福井県大飯郡からの通院者も多い。
さらに、京都府北部の医療拠点としての位置付けられていて、京都府立の子ども療育センターや盲・聾学校などが置かれている。

#### 子育て
- 保育所 - 公立5ヶ所、私立12ヶ所、認可外保育所2ヶ所
- 地域子育て支援センター - 単独型1ヶ所、保育園併設型2ヶ所
- 放課後児童健全育成事業（いわゆる学童保育） - 19ヶ所で実施
- 児童養護施設 - 2施設

#### 高齢者福祉
- 高齢者福祉 - 養護老人施設1ヶ所、老人福祉センター2ヶ所
- 障害者福祉 - 身体障害者福祉センター1ヶ所、聴覚言語障害者支援センター1ヶ所

### 図書館
- 舞鶴市立図書館
  - 舞鶴市立西図書館
  - 舞鶴市立東図書館

### 郵便局
郵便番号は以下の通り（2006年9月19日時点）。
- 東舞鶴郵便局：625-00xx、625-85xx、625-86xx、625-87xx、625-01xx
- 西舞鶴郵便局：624-08xx、624-09xx、624-85xx、624-86xx、624-87xx、624-01xx

## 教育
小学校、中学校、高等学校、工業高等専門学校（高専）、大学の研究所、2005年に建設された府立の養護学校（現特別支援学校）といった学校教育施設のほか、海上保安庁の施設等機関である海上保安学校、公共職業能力開発施設である職業能力開発短期大学校がある。
2003年（平成15年）より京都精華大学と協同で、舞鶴自然文化園の活用による地域づくりなど様々な分野で連携を深めており、2005年（平成17年）3月3日には市と京都精華大学が「舞鶴サテライト事務所」を設置することで合意、それに先立ち「準備室」が開設された。

### 大学
- 京都大学水産実験所

### 専修学校
- 舞鶴医療センター附属看護学校

### 高等専門学校

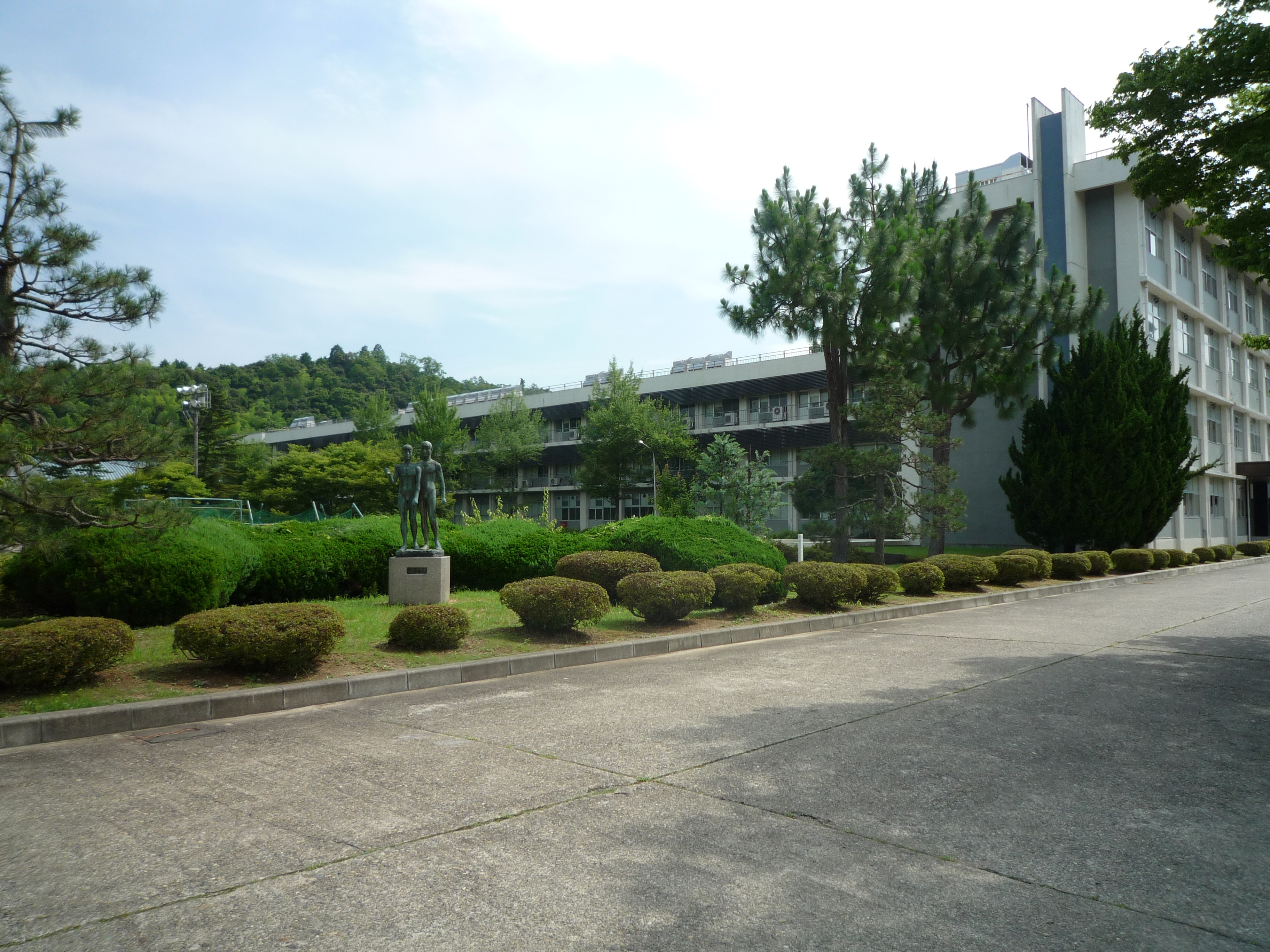
国立舞鶴高専

- 舞鶴工業高等専門学校（舞鶴高専）

### 高等学校
3校が設置されている。
- 京都府立東舞鶴高等学校
- 京都府立西舞鶴高等学校
- 日星高等学校（私立）

### 中学校
7校が設置されている。
- 舞鶴市立青葉中学校
- 舞鶴市立白糸中学校

- 舞鶴市立和田中学校
- 舞鶴市立城南中学校

- 舞鶴市立城北中学校
- 舞鶴市立若浦中学校

- 舞鶴市立加佐中学校

かつて設置されていた中学校
- 舞鶴市立岡田中学校
- 舞鶴市立由良川中学校
この2校は、2011年度より統合し、舞鶴市立加佐中学校となった。

### 小学校
20校が設置されている。
- 舞鶴市立新舞鶴小学校
- 舞鶴市立三笠小学校
- 舞鶴市立倉梯小学校
- 舞鶴市立倉梯第二小学校
- 舞鶴市立与保呂小学校

- 舞鶴市立志楽小学校
- 舞鶴市立朝来小学校
- 舞鶴市立大浦小学校
- 舞鶴市立中舞鶴小学校
- 舞鶴市立明倫小学校

- 舞鶴市立吉原小学校
- 舞鶴市立余内小学校
- 舞鶴市立池内小学校
- 舞鶴市立中筋小学校
- 舞鶴市立福井小学校

- 舞鶴市立高野小学校
- 舞鶴市立岡田上小学校
- 舞鶴市立岡田下小学校
- 舞鶴市立八雲小学校 ※休校
- 舞鶴市立神崎小学校 ※休校

### 特別支援学校
- 京都府立舞鶴支援学校
- 京都府立舞鶴支援学校行永分校
- 京都府立舞鶴支援学校北吸分校
- 京都府立盲・聾学校舞鶴分校

### 学校教育以外の施設
- 海上保安学校（海上保安庁の施設等機関）
- 近畿職業能力開発大学校附属京都職業能力開発短期大学校（愛称：ポリテクカレッジ京都） - 独立行政法人高齢・障害・求職者雇用支援機構立の公共職業能力開発施設。

## 交通

### 鉄道

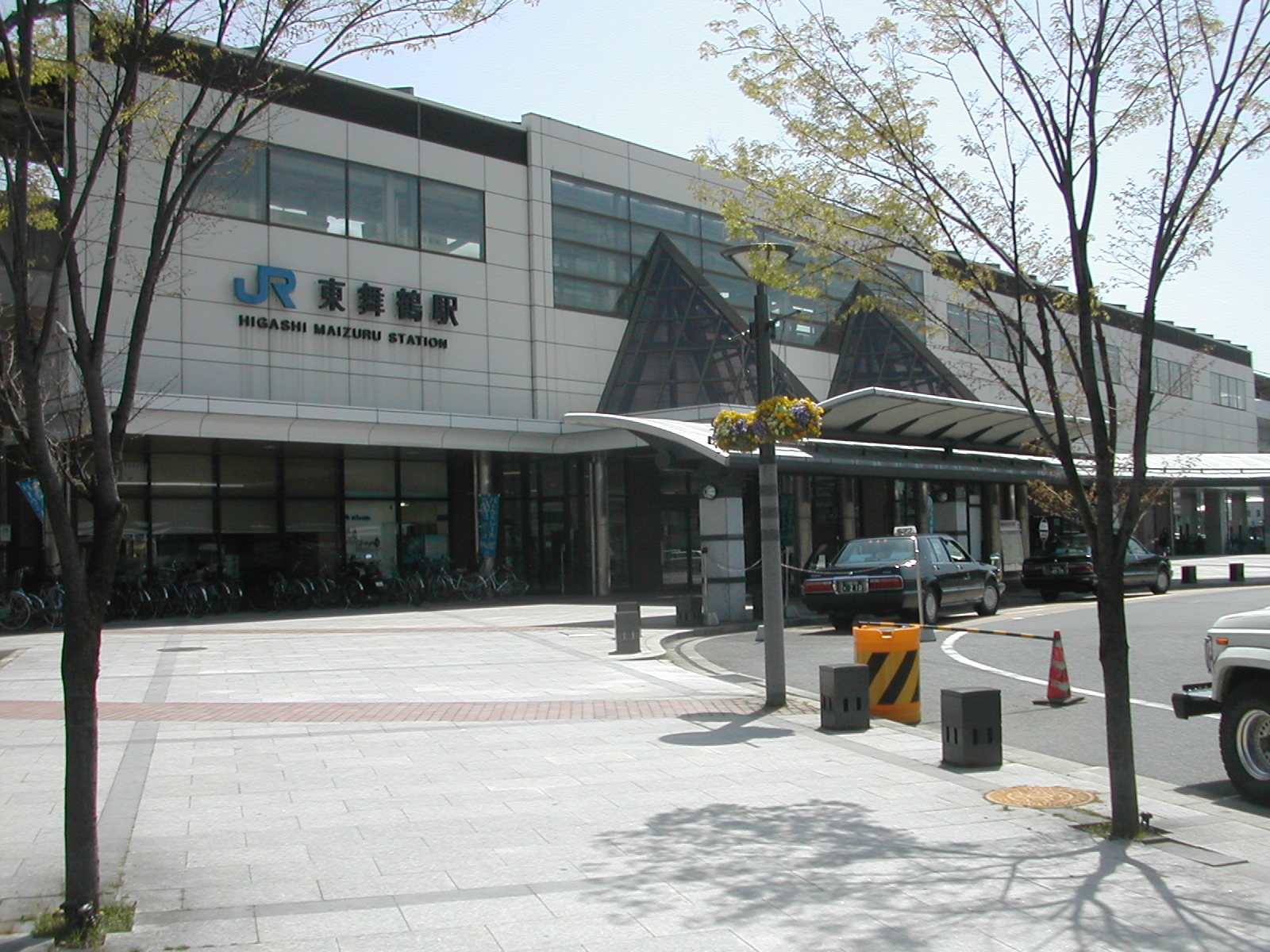
東舞鶴駅

広域的な交通として、西日本旅客鉄道（JR西日本）の特急列車が乗り入れまたは接続している。なお、乗り入れる特急は東舞鶴駅を始終着駅としているほか、西舞鶴駅にも停車する。
なお、北陸新幹線の敦賀駅以西のルート検討で、福井県小浜市・舞鶴市を経て京都駅へ繋ぐ「舞鶴・京都ルート」案があり、京都府関係者が強く推していたが、国土交通省の調査結果では費用対効果が得られないこともあり、与党の整備新幹線建設推進プロジェクトチームが小浜市から京都駅へ直行する「小浜・京都ルート」を採用し、実現の可能性はほぼ消滅している。
西日本旅客鉄道（JR西日本）
- 舞鶴線
  - 真倉駅 - 西舞鶴駅 - 東舞鶴駅
- 小浜線
  - 松尾寺駅 - 東舞鶴駅

京都丹後鉄道
- 宮舞線
  - 西舞鶴駅 - 四所駅 - 東雲駅 - 丹後神崎駅

### バス
- 京都交通
- 自主運行バス

京都・大阪・神戸への高速バスがある。
1991年（平成3年）8月11日に舞鶴と東京を結ぶシルフィード号が、京都交通と京浜急行電鉄（現・京浜急行バス）の共同運行で運行開始したが、2019年（令和元年）5月12日の運行をもって運行終了となった。

### 道路
1991年（平成3年）3月26日に舞鶴自動車道（現・舞鶴若狭自動車道）の福知山IC - 舞鶴西IC間が開通し、市内初の高速道路が開通した。また1998年（平成10年）3月8日には京都縦貫自動車道の舞鶴大江ICが開通、同年3月18日には舞鶴西IC - 舞鶴東IC間が開通し、ようやく高速道路網が整備された。
2006年（平成17年）11月8日に舞鶴市東地区と綾部市上林地区を結ぶ、府道舞鶴和知線の「菅坂バイパス」（延長2.3キロ）が開通した。
2018年から国道27号西舞鶴道路の整備が開始された。同道路は通過交通向けの西舞鶴市街地回避バイパスであり、慢性的に交通集中が起こりがちな市街地内国道の渋滞・交通量減少に期待が持たれている。
なお、これは南北に市街地をバイパスするものであり、別計画で東西に市街地をバイパスする臨港道路上安久線・和田下福井線が以前より事業中であるが、こちらは最終区間の工事が遅々として進んでいない。

#### 高速道路
- 舞鶴若狭自動車道（高速自動車国道）：舞鶴東IC - 舞鶴西IC - 舞鶴PA
- 京都縦貫自動車道 綾部宮津道路（高規格幹線道路、国道478号）：舞鶴大江IC - 由良川PA

#### 国道
- 国道27号

- 国道175号

- 国道177号

- 国道178号

#### 府道
主要地方道
- 京都府道・福井県道21号舞鶴野原港高浜線
- 京都府道23号東舞鶴停車場線（三条通）
- 京都府道27号池辺京田線
- 京都府道28号小倉西舞鶴線（白鳥街道）
- 京都府道45号舞鶴宮津線

- 京都府道51号舞鶴和知線（七条通）
- 京都府道55号舞鶴福知山線
- 京都府道66号志高西舞鶴線
- 京都府道74号舞鶴綾部福知山線

一般府道
- 京都府道487号老富舞鶴線
- 京都府道490号物部西舞鶴線
- 京都府道491号金河内地頭線
- 京都府道533号内宮地頭線
- 京都府道561号田井中田線
- 京都府道562号金剛院線
- 京都府道563号松尾寺停車場線
- 京都府道564号松尾吉坂線
- 京都府道565号余部下舞鶴港線
- 京都府道566号西舞鶴停車場線
- 京都府道567号地頭四所停車場線
- 京都府道568号念仏峠線
- 京都府道569号東雲停車場線
- 京都府道570号西方寺岡田由里線
- 京都府道571号西神崎上東線
- 京都府道601号由良金ヶ岬上福井線
- 京都府道772号高浜舞鶴線

#### 市道
- 和泉通線（和泉通）

### 船舶

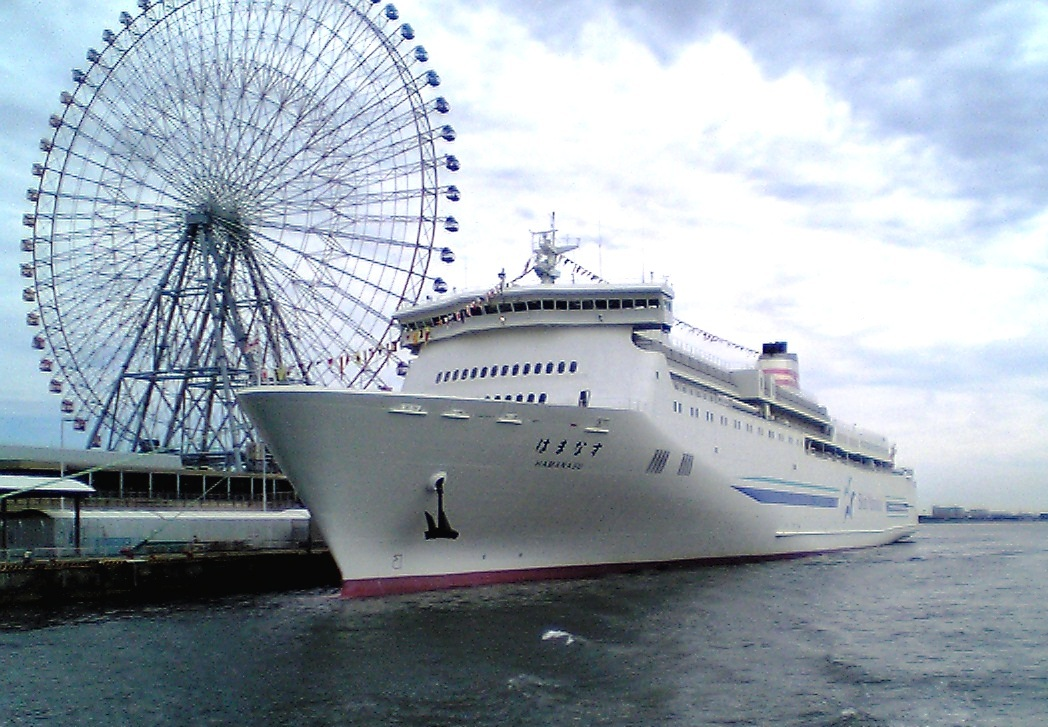
新日本海フェリー「はまなす」（大阪港にて撮影）

韓国の釜山港、東海港、ロシアのウラジオストク港、日本の神戸港などと国際貨物を運ぶ定期航路が結ばれている。舞鶴 - 束草（韓国） - ザルビノ（ロシア）航路が検討されたことがある。旅客用には下記のほかに休止中の日韓露フェリー航路がある。
- 新日本海フェリー
  - 舞鶴港 - 小樽港（毎日運航）
  - 舞鶴港 - 苫小牧東港（特定日運行）
- 舞鶴汽船 ※2004年9月末をもって廃止。
- 舞鶴港遊覧船

## 名所・旧跡・観光スポット・祭事・催事

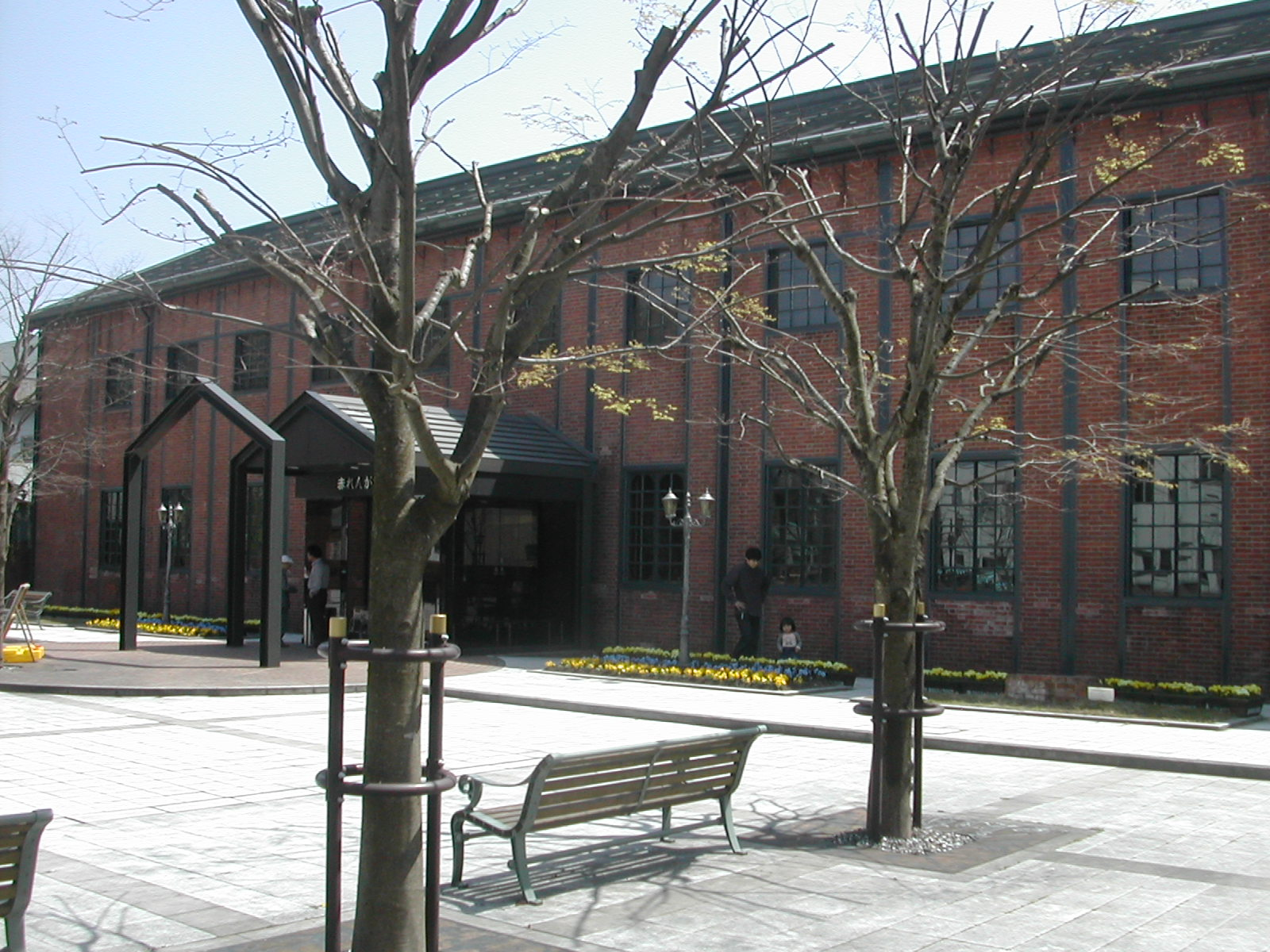
赤れんが博物館

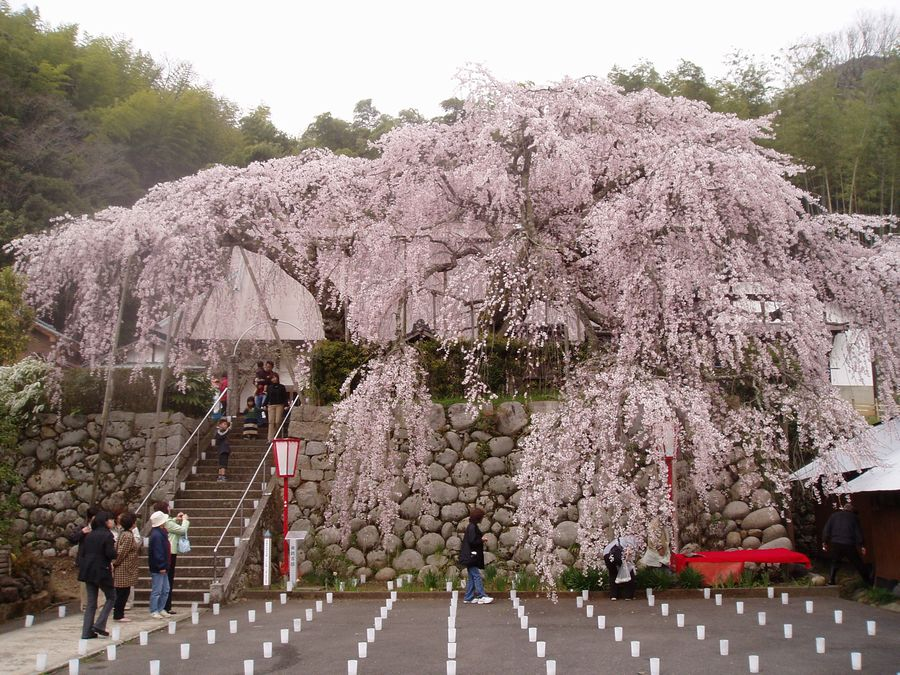
吉田のしだれ桜（瑠璃寺）

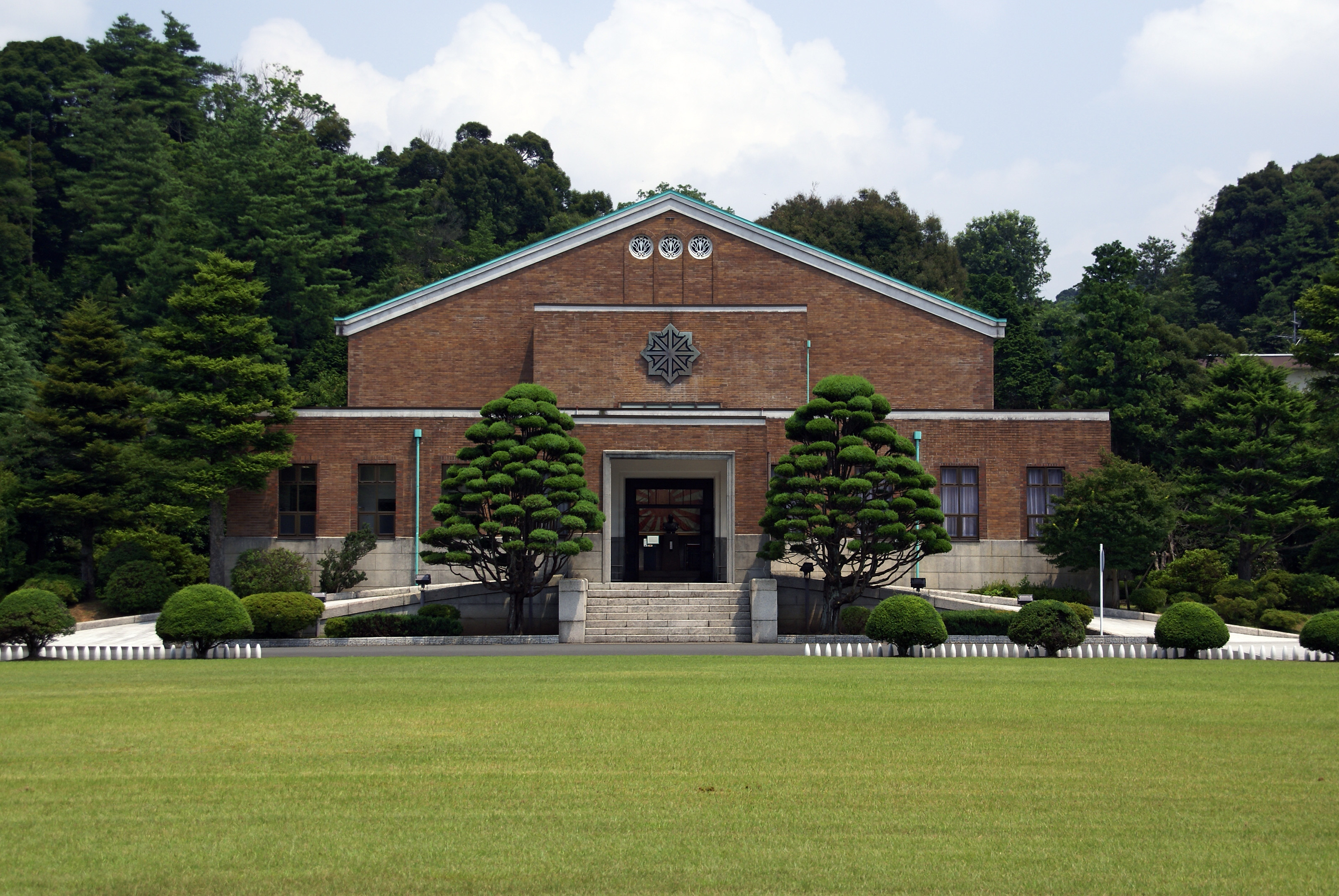
海軍記念館

室町時代から安土桃山時代にわたって丹後国の国府として発展し、数多くの史跡がある。また、かつて舞鶴鎮守府が設置されていた関係で、旧海軍に由来する施設も多い。
「倉庫群と舞鶴湾」を望むコースは、遊歩百選にも選ばれている。
2021年12月18日から2022年2月27日の期間限定で、年末年始除く土・日・祝日には、点在する観光名所を循環する舞鶴ループバスが運行されていた。

### 名所・旧跡

#### 国の文化財・天然記念物など
- 国宝（絵画）
  - 絹本著色普賢延命像：平安時代：松尾寺
- 重要文化財（建造物）
  - 金剛院塔婆（三重塔）：室町時代：金剛院
  - 行永家住宅（主屋、道具蔵、新蔵、土地）：江戸時代
  - 舞鶴旧鎮守府倉庫施設（7棟）
  - 舞鶴旧鎮守府水道施設（桂貯水池施設、与保呂水源地施設、旧・北吸浄水場施設）
- 重要文化財（絵画）
  - 絹本著色法華曼荼羅図：鎌倉時代：松尾寺
  - 絹本著色孔雀明王像：鎌倉時代：松尾寺
- 重要文化財（彫刻）
  - 木造阿弥陀如来坐像：鎌倉時代：金剛院
  - 木造増長天・多聞天立像：平安時代：金剛院
  - 木造深沙大将立像：鎌倉時代：金剛院
  - 木造執金剛神立像：鎌倉時代：金剛院
  - 木造金剛力士立像：鎌倉時代：金剛院
  - 木造毘沙門天立像：平安時代：興禅寺
  - 木造阿弥陀如来坐像・薬師如来坐像・釈迦如来坐像：平安時代：円隆寺
  - 木造不動明王・毘沙門天立像：鎌倉時代：円隆寺
  - 木造阿弥陀如来坐像：鎌倉時代：松尾寺
  - 木造金剛力士立像：鎌倉時代：多禰寺
- 重要美術品（工芸品）
  - 石燈籠：鎌倉時代：桂林寺
- 重要美術品（古文書）
  - 制札：元弘3年（1333年）：金剛院
- 天然記念物
  - オオミズナギドリの繁殖地（冠島）

#### 木
- 吉田のしだれ桜 - 中院通勝卿配流遺跡、瑠璃寺

#### 遊覧船
- 舞鶴港遊覧船 - 舞鶴港東舞鶴赤れんが桟橋から舞鶴湾内をめぐる遊覧船が発着。

#### 建物
- 田辺城（舞鶴城）
- 松尾寺、金剛院、多禰寺
- 舞鶴クレインブリッジ - 全長735m、高さ95mの斜張橋
- 五老スカイタワー - 近畿百景第1位に選ばれる舞鶴湾を一望
- 神崎煉瓦ホフマン式輪窯（ホフマン窯）
- 明倫館正門 - 江戸時代に藩主牧野宣成が開いた藩校の正門
- 安寿姫塚
- 北吸トンネル
- 明倫館正門
- 道の駅舞鶴港とれとれセンター
- 大庄屋上野家
- まいづるベイ・プラザ

#### 博物館等施設
- 舞鶴市郷土資料館
- 海軍記念館
- 舞鶴引揚記念館、引揚記念公園
- 引揚桟橋
- 倉庫群と舞鶴湾 - 遊歩百選に選ばれる道
- 舞鶴赤レンガ倉庫群 - 12棟の赤れんが倉庫群
  - 赤れんが博物館
  - 舞鶴市政記念館
  - まいづる智恵蔵 - 文化庁長官表彰「文化芸術創造都市部門」を受賞。（赤れんがを活用したにぎわいの町作り。）
- 舞鶴親海公園、エル・マールまいづる
- 自衛隊桟橋
- いさざ会館 - 文化交流施設

#### 神社
- 大川神社 - 旧名神大社
- 朝代神社 - 旧府社
- 大空神社
- 弥加宜神社
- 阿良須神社
- 田口神社
- 八幡神社
- 高倉神社
- 白絲濱神社

#### 寺院
- 松尾寺 - 西国三十三所第29番札所
- 金剛院
- 円隆寺
- 本行寺 - 丹後国主 京極高知の菩提寺
- 桂林寺
- 瑞光寺
- 多禰寺 - 日本第三位の大きさの鎌倉時代作の金剛力士像（重要文化財）がある。
- 興禅寺
- 千手院
- 雲門寺
- 西徳寺
- 海臨寺
- 龍勝寺
- 報恩寺 - 京都府指定文化財である、幕末の京都の絵師塩川文麟が描いた44面の襖絵がある[73]。
- 満願寺
- 大聖寺
- 観音寺

### 公園・体験型施設
- 野原体験漁業管理施設「しおのめ」
- ととのいえ
- 舞鶴ふるるファーム
- 舞鶴親海公園
- 舞鶴自然文化園

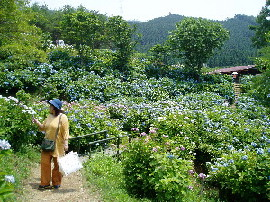
舞鶴自然文化園（アジサイ園）

- 青葉山ろく公園（キャンプ場・パターゴルフ・陶芸館）
- 東舞鶴公園
- 夕潮台公園
- 五老ヶ岳公園
- 舞鶴公園
- 匂崎公園
- 関西電力舞鶴発電所PR館「エル・マールまいづる」
- キリンビバレッジ舞鶴工場（製造工程の見学が可能）

### 海水浴場
渡し船によるスキューバダイビングも行われている。
- 竜宮浜海水浴場
  - ととのいえ：冠島へのバードウォッチング、バーベキュー、地引き網体験、など
- 野原海水浴場
  - 野原体験漁業施設「しおのめ」
- 神崎海水浴場

### 宿泊施設
- 西地区ホテル
  - 舞鶴グランドホテル
  - アパホテル西舞鶴駅前
  - 舞鶴グリーンホテル
  - ホテルつかさ舞鶴
  - 舞鶴港湾労働者福祉センター
  - 宰嘉庵（ゲストハウス「かなで」併設）
  - ホテルルートイン京都舞鶴 -西舞鶴駅前-
- 東地区ホテル
  - スーパーホテル東舞鶴
  - シーサイドホテルパルコ
  - よしだ
  - ポートシャインホテル
  - アーバンホテル
  - ベルマーレ
  - アルスタイン
  - ウェーブ舞鶴
  - アマービレ
  - ホテルザ・ロッジ
  - おーべるじゅ・ど・ぼの
  - 舞鶴ふるるファームコテージ
  - オーブ浜
  - シーサイドホテル大波
- 西地区旅館
  - 銀水閣
  - 霞月
  - 茶又
  - 小幡家
  - 風月
  - 由良川あかつき
  - ふじつ温泉
- 東地区旅館
  - 五条旅館
  - 舞鶴館

### 祭事・催事
- 砲雷撃戦よーい！（2月・7月）
艦隊これくしょん -艦これ-の非公式同人誌即売会。舞鶴開催の回では近隣の飲食店などが屋台を出店している。
- 舞鶴自然文化園ツバキまつり（3月中旬～3月下旬）
約1500種3万本のツバキ園で、日本椿、洋種椿などが見ごろを迎える。カメリアハウスでは貴重な原種、唐椿等を鑑賞できる。
- 舞鶴つつじまつり（4月下旬～5月上旬）
舞鶴公園で開催されるつつじまつり。市の花でもあるつつじ2万5千本が咲き誇る。毎年5月4日には、様々なイベントが行われる。
- 松尾寺・卯月八日の仏舞（5月）
- まいづる細川幽斎 田辺城まつり（5月）
- 雄島まいり（6月1日） - 年に一度冠島に上陸し、老人嶋神社に参拝する行事。
- 舞鶴自然文化園アジサイまつり（6月中旬～6月下旬） - 舞鶴湾を望む10万本のアジサイ園。青色の「アジサイの海」が鑑賞できる。
- みなと舞鶴ちゃったまつり（7月下旬）
- 赤煉瓦サマー・ジャズin舞鶴（8月）
- まち遊びフェスティバル（8月）
- 城屋の揚松明（8月14日） - 400年以上前から伝わる伝統行事。高さ16ｍの大松明に、小松明を投げ入れ祭が始まる。
- 小橋の精霊船（8月15日）
海嶠寺にまつられた施餓鬼法要の旗やお供物などが、子どもたちの手で精霊船に積み込まれ、ご先祖の御霊を海に送り出す[74]。
- 吉原の万灯籠（8月16日） - 最大幅5ｍにもなる万灯籠の炎に、漁業の安全を祈る。
- まいづる魚まつり（9月第4日曜日）
- 地頭太鼓・大俣太鼓（10月上旬） - 源頼光による大江山の鬼退治伝説にちなんだお祭り。
- 赤れんがフェスタin舞鶴（10月上旬）
- 吉原の太刀振（11月3日） - 朝代神社の祭礼に、4年に一度奉納される。細川氏が吉原漁民に伝授した武道の型をいまに伝える。

## 文化・名物

### 方言
舞鶴市では近畿方言の一種である舞鶴弁が話される。舞鶴市は旧丹後国であるが、舞鶴弁は宮津市などで話される丹後弁とは違いが大きく、綾部市などで話される丹波方言に近い。
7月下旬に開催される「みなと舞鶴ちゃったまつり」に代表される「ちゃった（～された）」という方言があり、舞鶴弁のことを俗に「ちゃった弁」と呼ぶ。
ローカルヒーロー「舞鶴防衛戦隊チャッタマン」の名称はこれにちなむもの。この「ちゃった」は丹波方言や播州弁などでも使われる軽い敬語で、例えば「あの人が来ちゃった」は、舞鶴では「あの人が来てしまった」ではなく「あの人が来られた」という意味になる。「ちゃった」の現在形は「てや」または「てです」。
このほか、舞鶴弁では「しとってん」を「しているの?」という意味で使い、大阪弁のように「していたんだ」という意味では使わず、アクセントも異なる。

### 名産・特産
- カニ（ズワイガニ）
- 水産練製品（かまぼこ、ちくわ等）
- 舞鶴かまぼこ - 地域ブランド認定第1号のひとつ（2006年）
- 丹後とり貝
- 舞鶴かき
- 岩ガキ
- 舞鶴かき丼、舞鶴岩がき丼
- 万願寺甘とう（万願寺唐辛子）
- 大浦みかん
- 佐波賀だいこん

## 出身関連著名人

### 出身著名人
- 京極高三（舞鶴藩の祖・初代舞鶴藩主）
- 京極マリア（丹後国主・京極高知、若狭国主・京極高次の母）
- 牧野誠成（丹後田辺藩の第9代藩主）
- 牧野弼成（丹後田辺藩の第10代（最後）の藩主）
- 有本国蔵（実業家、衆議院議員、篤志家）
- 水島彦一郎（衆議院議員（立憲政友会）、旧舞鶴市長）
- 小原舞（衆議院議員）
- 増田眞一（政治活動家）
- 大橋武夫 (政治家)
- 井上一徳（政治家）
- 石黒涵一郎（政治家）
- 林田悠紀夫（政治家）
- 岡本道雄（医学者、京都大学名誉教授）
- 水島廣雄（そごう会長・社長、法学博士、東洋大学名誉教授）
- 江村治樹（名古屋大学教授・中国古代史）
- 田畑茂二郎（国際法学者、京都帝国大学教授）
- 中野武宣（天文学者、国立天文台名誉教授）
- 坂根嘉弘（広島大学大学院教授・近代日本経済史）
- 篠原真（洗足学園音楽大学講師）
- 森三樹三郎（中国哲学者、大阪大学名誉教授）
- 仲晃（桜美林大学名誉教授）
- 柚木馨（法学者、第4代神戸大学学長）
- 野田笛浦（儒学者、漢文家）
- 水島廣雄（民法学者）
- 井上琢智（経済学者）
- 藤本武（経済学者）
- 森本厚吉（経済学者）
- 布川清司（思想史学者）
- 岡泰正（美術史学者）
- 津田佳紀（芸術家、名古屋芸術大学副学長）
- 戸野周二郎（教育者）
- 岸本千佳（宅地建物取引士）
- 大塚喜一郎（最高裁判所判事）
- 小谷昌（京浜急行電鉄会長）
- 常見和正（宇部興産社長、会長）
- 坂中英徳（東京入国管理局長）
- 速水太郎（実業家）- 阪鶴鉄道発案者
- 櫻木博（実業家）
- 大江季雄（ベルリン五輪銅メダリスト）
- 山口有希（陸上競技選手）
- 川端千都（陸上競技選手）
- 上本孝一（プロ野球選手、プロ野球審判員）
- 杉山直久（プロ野球選手）
- 横山徹也（プロ野球選手）
- 亀井塔生（プロ野球選手）
- 金平将至（プロ野球選手）
- 田村俊介（プロ野球選手）
- 山上直輝（独立リーグ野球選手）
- 稲垣裕之（競輪選手）
- 松澤初穂（水泳選手）
- 小酒翔子（バレーボール選手）
- 井上愛里沙（バレーボール選手）
- 真霜拳號（プロレスラー）
- 高井陽子（プロゴルファー）
- 進藤大典（キャディ）
- 上田仁（卓球選手）
- LA CLASSIC（フリースタイルフットボールコンビ）

- 舩本昇竜（作家、教員）
- 赤染晶子（小説家）
- 佐谷和彦（画商）
- 大石悦子（俳人）
- 小中英之（歌人）
- 伊藤雋吉（大日本帝国海軍の軍人）
- 白井新平（アナキスト、社会運動家）
- 辻野久憲（翻訳家、評論家）
- 鈴木五郎（航空評論家）
- 岸田久吉（動物学者）
- 伊園旬（作家）
- 永野護（漫画家、イラストレーター）
- 西出ケンゴロー（漫画家、イラストレーター）
- 波多野秀行（漫画家）
- ふらんけん正人（漫画家）
- 大竹英洋（写真家）
- 塩田明彦（映画監督）
- 土屋トカチ（映画監督）
- 石原立也（アニメーション監督、京都アニメーション取締役）
- 志摩敏樹（映画プロデューサー、シマフィルム代表）
- 二谷英明（俳優）
- 大場順（俳優）
- 小山武宏（俳優、声優）
- 瑠川あつこ（女優）
- 竜雷太（俳優）
- 田口涼（俳優）
- 萩尾圭志（俳優）
- 前原一輝（俳優）
- 村上喜紀（声優）
- 毛利千代子（ラジオパーソナリティ）
- 浜口哲夫（プロデューサー）
- 井上奈奈（現代アーティスト）
- 岡本郭男（ドラマー、スペクトラムのドラマー）
- ENGIN#9（俳優、プロHIP-HOPダンサー、アーティスト）
- 鹿島武臣（歌手、「ボニージャックス」メンバー）
- 笑福亭遊喬（落語家）
- 林家ひらり（元落語家）
- 日出郎（タレント、歌手）
- 千秋（タレント）
- ギャル曽根（大食いタレント）
- 吉見衣世（グラビアアイドル）
- 荒木さやか（ファッションモデル）
- 月乃（ファッションモデル、タレント）
- 石原立也（アニメーション演出家、監督）
- 岡田輝（陶芸家）
- 須貝駿貴（QuizKnockライター、YouTuber）
- 大槻啓之（作曲家）
- 杉山優華（アイドル、つぼみ (ユニット)）
- 夏目亜季（アイドル、政治家）

### ゆかりのある人物
- 細川幽斎（武将） - 安土・桃山時代の1580年（天正8年）、丹後国は細川幽斎（藤孝）、忠興親子の領国となる。
- 加古祐二郎（法学者（法哲学）） - 一時期、舞鶴に住んでいた
- 及川貞（俳人） - 一時期、舞鶴に住んでいた
- 吉田学（海上保安官） - 舞鶴に勤務していた
- 多々見良三（医師） - 舞鶴共済病院に内科医員として赴任
- 寺門嘉之（海上保安官） - 海上保安学校（舞鶴市）に在籍
- 尾上松之助（歌舞伎役者） - 舞鶴座へ出演
- 川道美枝子（動物学者） - 舞鶴市との協力でアライグマ個体数の削減に成功
- 中山エミリ（タレント） - 父方の祖先が、舞鶴に住んでいた
- 三須宗太郎（海軍軍人） - 日露戦争のために未完成だった舞鶴鎮守府の整備を再開するため、1910年（明治43年）に臨時建築部長となって舞鶴に渡った
- 一色満範（武将） - 父と共に守護館の背後にある建部山に建部山城（舞鶴市）を築城した
- 久山秀子（探偵小説家） - 海軍機関学校（舞鶴）に勤務していたとされる
- 京極高知（大名） - 墓所が、京都府舞鶴市見樹寺
- 佐谷靖（政治家） - 6期23年に渡り舞鶴市長を務め地方自治の進展に尽力
- 福田良三（海軍軍人） - 舞鶴鎮守府に滞在していた時期がある
- 立花一（海軍軍人、政治家） - 初代舞鶴市長を歴任
- 由理滴水（臨済宗の僧侶） - 1837年（天保8年）には舞鶴市倉谷にある東山寺僧堂で2年程修行した
- 町井正登（政治家） - 舞鶴市長を歴任、舞鶴市名誉市民
- 西本馨（将棋棋士） - 舞鶴市に道場を開いた
- 東郷平八郎（海軍軍人） - 舞鶴鎮守府司令長官を歴任
- 高木惣吉（海軍軍人） - 舞鶴鎮守府参謀長を歴任
- 斎藤彰（政治家） - 舞鶴市長を歴任
- 野田義治（芸能プロモーター） - 幼少期の一時期を舞鶴市で過ごした
- 柳田秀一（医師、政治家） - 舞鶴市長を歴任
- 松田由太郎（騎手） - 1944年より梶与四松らと共に舞鶴市の海兵団へ徴用され、戦争終結まで過ごした。
- 沢田研二（歌手） - 父親が舞鶴市内の火薬研究所の取引先に勤務していた
- 本柳和也（プロ野球選手） - 現役引退後は会社員へ転身し、舞鶴市に在住していた
- 浜口玄吉（海上自衛官） - 海軍機関学校に第45期生として入校した
- 西嶋久勝（政治家） - 舞鶴市部長を歴任
- 岡本寛昭（工学者） - 舞鶴工業高等専門学校に勤務していた。舞鶴市在住。

## 舞鶴市を舞台・撮影地とした作品

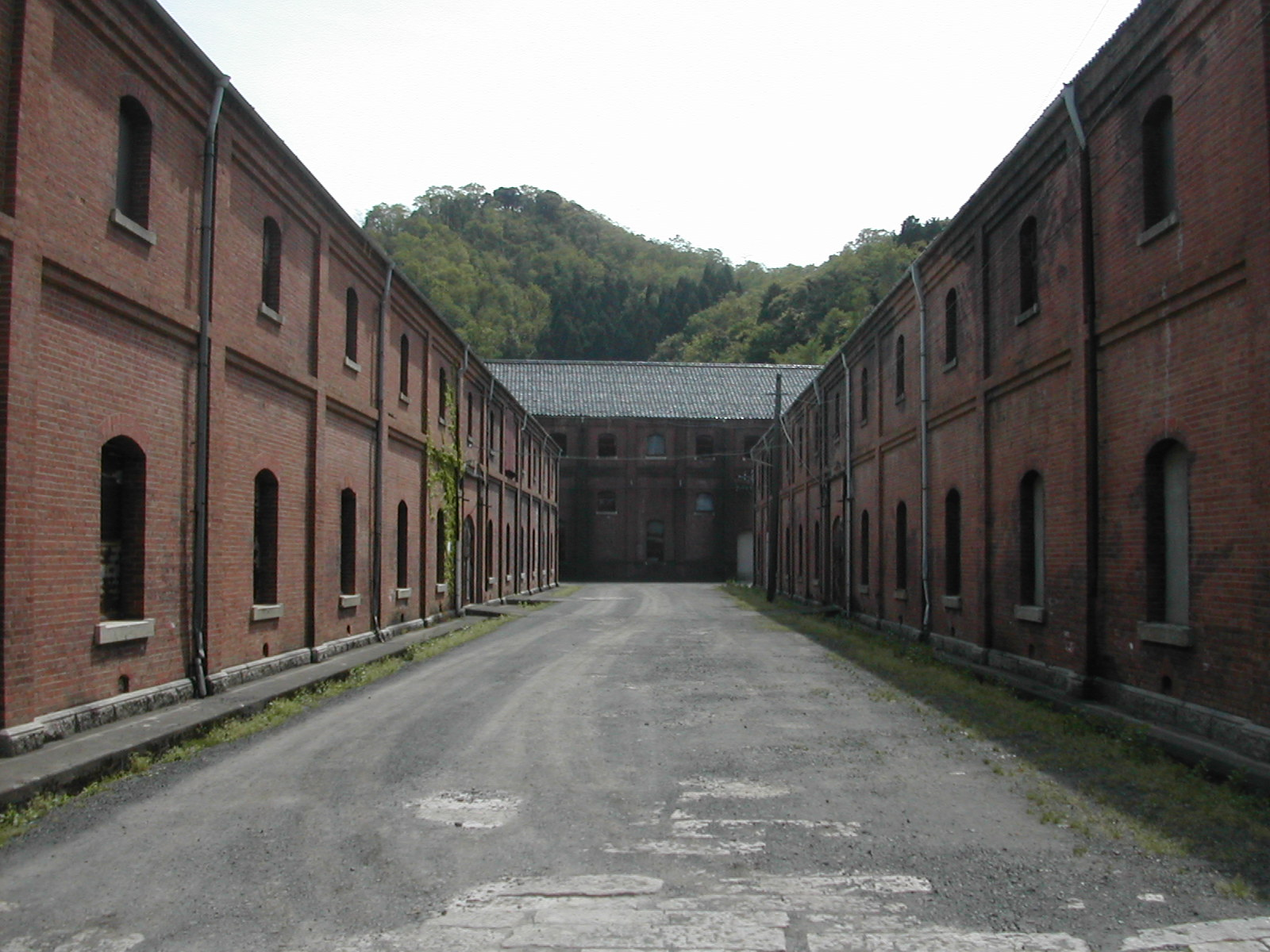
多くの映画の舞台となった赤れんが倉庫群

舞鶴フィルムコミッションがロケのサポートを担っている。

### 映画
- 七つボタン（1955年公開、映画）
- 飢餓海峡（1965年公開、映画）
- ああ同期の桜（1967年公開、映画）
- 夜汽車（1987年公開、映画）
- 寒椿（1992年公開、映画）
- エイジアン・ブルー（1995年公開、映画）
- ぼくんち（2003年公開、映画）
- ニワトリはハダシだ（2004年公開、映画）
- 男たちの大和/YAMATO（2005年公開、映画）
- 亡国のイージス（2005年公開、映画）
- バルトの楽園（2006年公開、映画）
- ブリュレ（2008年公開、映画）
- 名探偵コナン 絶海の探偵（2013年公開、アニメ映画）
- 日本のいちばん長い日（2015年公開、映画）
- 海賊とよばれた男（2016年公開、映画）
- 鋼の錬金術師（2017年公開、映画）
- 祈りの幕が下りる時（2018年公開、映画）
- 菊とギロチン（2018年公開、映画）
- アルキメデスの大戦（2019年公開、映画）
- あの日のオルガン（2019年公開、映画）

### テレビ・ドラマ
- ええにょぼ（1993年、NHK連続テレビ小説）
- 義父のいる風景（2000年、ドラマ）
- 歴史街道〜ロマンへの扉〜（テレビ番組）
- 海峡（2007年、NHKスペシャルドラマ）
- 坂の上の雲 第二シーズン（2010年、NHKスペシャルドラマ）
- 鴨、京都へ行く。-老舗旅館の女将日記- （2013年、ドラマ）
- 妻と飛んだ特攻兵 （2015年、ドラマ）
- VIVANT（2023年、ドラマ）